# Romelu Lukaku
Pour les articles homonymes, voir Lukaku.
Romelu Lukaku, né le 13 mai 1993 à Anvers en Belgique, est un footballeur international belge qui joue au poste d'avant-centre au SSC Napoli.
D'origine congolaise, Romelu débute à seize ans en professionnel et bat le record de précocité en Ligue des champions de l'UEFA avec Anderlecht. Vainqueur et meilleur buteur du championnat belge en 2010, il est recruté par Chelsea l'année suivante. Peinant à s'imposer à Londres, Lukaku rejoint Everton en 2013. Après quatre ans, il rejoint Manchester United à l'été 2017.
Lukaku rejoint l'Inter Milan en 2019, remportant le championnat d'Italie en 2021. Il est élu par la suite meilleur joueur de l'année de Serie A. Il perd deux finales lors de la Ligue Europa en 2020 ainsi que de la Ligue des champions en 2023.
Lukaku débute à seulement seize ans en équipe de Belgique, avec laquelle il dispute la Coupe du monde en 2014, 2018 et 2022 ainsi que l'Euro en 2016, 2020 et 2024. Il détient le record du nombre de buts inscrits avec la sélection belge.

## Biographie

### En club

#### Jeunesse et formation
Né à Anvers de parents belgo-congolais, Romelu Lukaku est le fils de l'ancien footballeur professionnel Roger Lukaku José Mourinho parle de Lukaku en bien, et plus particulièrement de la gestion de la jeune carrière de son fils par Roger Lukaku : « Lukaku a des parents intelligents. Son père a dit qu'il devait rester à Anderlecht afin de terminer ses études. Je trouve ça fantastique ! Où trouve-t-on encore de tels parents ? Trop de jeunes joueurs et leurs parents pensent seulement à l'argent ». Il a un frère, Jordan Lukaku, également footballeur international belge. De religion catholique, Romelu Lukaku est très croyant : il lit des passages de la Bible plusieurs fois par jour et a déjà été en pèlerinage à Lourdes. Il est également polyglotte et parle sept langues : tout d'abord ses deux langues maternelles qui sont le français et le néerlandais (lui qui est né à Anvers, dans la région flamande de Belgique), ainsi que le lingala (langue parlée en République démocratique du Congo, dont ses parents sont originaires), l'espagnol, l'anglais, l'italien et le portugais. Son père est à l'origine de la création du club congolais de l'Association sportive Rojolu, des initiales de Romelu, Jordan et Lukaku.
Romelu Lukaku découvre le football au Rupel Boom où il s'affilie à six ans, puis dans le club de Wintam (nl) à la suite du déménagement de ses parents.
En 2004, il est repéré par David Clément, recruteur du Lierse SK, qui le fait venir au club. Auteur de 130 buts en deux saisons chez les jeunes, il devient la cible du RSC Anderlecht qu'il rejoint en 2006 avec son frère Jordan Lukaku. Il marque 121 buts en 87 matchs de championnat chez les jeunes. Après avoir commencé des études de baccalauréat en informatique à l'École industrielle et commerciale d'Écaussinnes, Romelu Lukaku préfère y mettre un terme et se consacre totalement au football.

#### Révélation à Anderlecht
Lukaku fait ses débuts en Jupiler Pro League à seize ans et onze jours, le 24 mai 2009, lors d'un match opposant Anderlecht au Standard de Liège. Il entre à la 69e minute de jeu en remplacement du défenseur Víctor Bernárdez, alors que le score (1-0) offre le titre de champion de Belgique 2008-2009 aux Liégeois. Il se fait remarquer par sa puissance malgré son jeune âge.
En 2009-2010, il est seulement intégré à temps partiel à l'équipe première à cause de sa scolarité. Il profite des blessures de Tom De Sutter et de Nicolás Frutos pour obtenir du temps de jeu. Lors de son quatrième match avec Anderlecht, il marque son premier but contre Zulte Waregem. Il devient le plus jeune joueur à évoluer en Ligue des champions, à seize ans, contre l'Olympique lyonnais au cours des barrages. Reversé en Ligue Europa, il entre en jeu à la 86e minute chez le Dinamo Zagreb, le 17 septembre 2009, et deux minutes plus tard, après un déboulé de plus de 45 mètres, effectue une passe décisive pour Jonathan Legear. Le 20 septembre 2009, Lukaku est titulaire pour la première fois lors du partage du score 1-1 face à La Gantoise en championnat. Il inscrit son second but en Jupiler League Pro (JPL) quatre jours plus tard en déplacement à Mouscron, qui permet la victoire 1-2. Le 27 septembre 2009, il inscrit son troisième but en championnat et son premier au Stade Constant Vanden Stock lors de la victoire 1 à 0 face au Beerschot AC. Le 17 décembre 2009, il offre la première place du groupe européen à son club en marquant un doublé à la 13e et 22e minute face à l'Ajax Amsterdam, marquant ainsi ses deux premiers buts européen. Le 20 décembre 2009, il est élu Espoir sportif belge de l'année lors du gala du sport belge. Le 29 janvier 2010, il réalise son premier doublé en JPL sur le terrain du Germinal Beerschot pour une large victoire (0-5). Le 25 février 2010, face à l'Athletic Bilbao lors des 16e de finale de la Ligue Europa, il trompe le gardien basque après seulement trois minutes de jeu. Son centre à la 29e minute provoque ensuite un but contre son camp. Son club se qualifie pour le tour suivant en battant l'équipe espagnole par 4 buts à 0. En huitième de finale de C3, il marque le premier but face à Hambourg SV (victoire 4-3). Le 18 avril 2010, il devient champion de Belgique avec le RSC Anderlecht et meilleur buteur du championnat, alors qu'il n'a que seize ans. En mai 2010, à la suite de cette saison pleine, Lukaku signe une prolongation de contrat jusqu'en 2015.
Durant le marché des transferts estival de 2010, le jeune belge suscite déjà l'intérêt de ténors européens, son club refuse une offre de quinze millions d'euros du Chelsea FC et une seconde de vingt millions d'euros provenant de Tottenham Hotspur. Durant le mois d'août, le quotidien espagnol Marca dévoile également l'intérêt du Real Madrid et de son entraîneur José Mourinho. Interrogé à ce sujet, Mourinho déclare qu'à la suite d'une discussion avec les parents du joueur le dossier est clos, et repoussé à l'été suivant. En effet, Roger Lukaku, le père du joueur, souhaite que son fils termine ses études secondaires à Bruxelles avant d'envisager un départ à l'étranger. À la suite de cette discussion, Mourinho s'exprime publiquement : « Lukaku a des parents intelligents (...) Son père a dit qu'il devait rester à Anderlecht afin de terminer ses études. Je trouve ça fantastique ! Où trouve-t-on encore de tels parents ? Trop de jeunes joueurs et leurs parents pensent seulement à l'argent. Il devrait y avoir plus de parents comme ceux de Lukaku. ». Le 19 janvier 2011, il finit deuxième au soulier d'or belge, derrière son coéquipier anderlechtois, Mbark Boussoufa. La saison 2010-2011 de Lukaku est presque autant réussie que la précédente avec seize buts inscrits en JPL et trois buts en autant de matchs de Ligue des champions. Anderlecht est premier au terme de la phase régulière, mais perd son titre lors de la phase finale.

#### Échec à Chelsea et prêts concluants (2011-2014)
Romelu Lukaku signe pour cinq saisons à Chelsea le 18 août 2011. Le coût du transfert est estimé à 20 millions d'euros. Durant la saison 2011-2012, il prend part à douze rencontres toutes compétitions confondues sans marquer le moindre but.

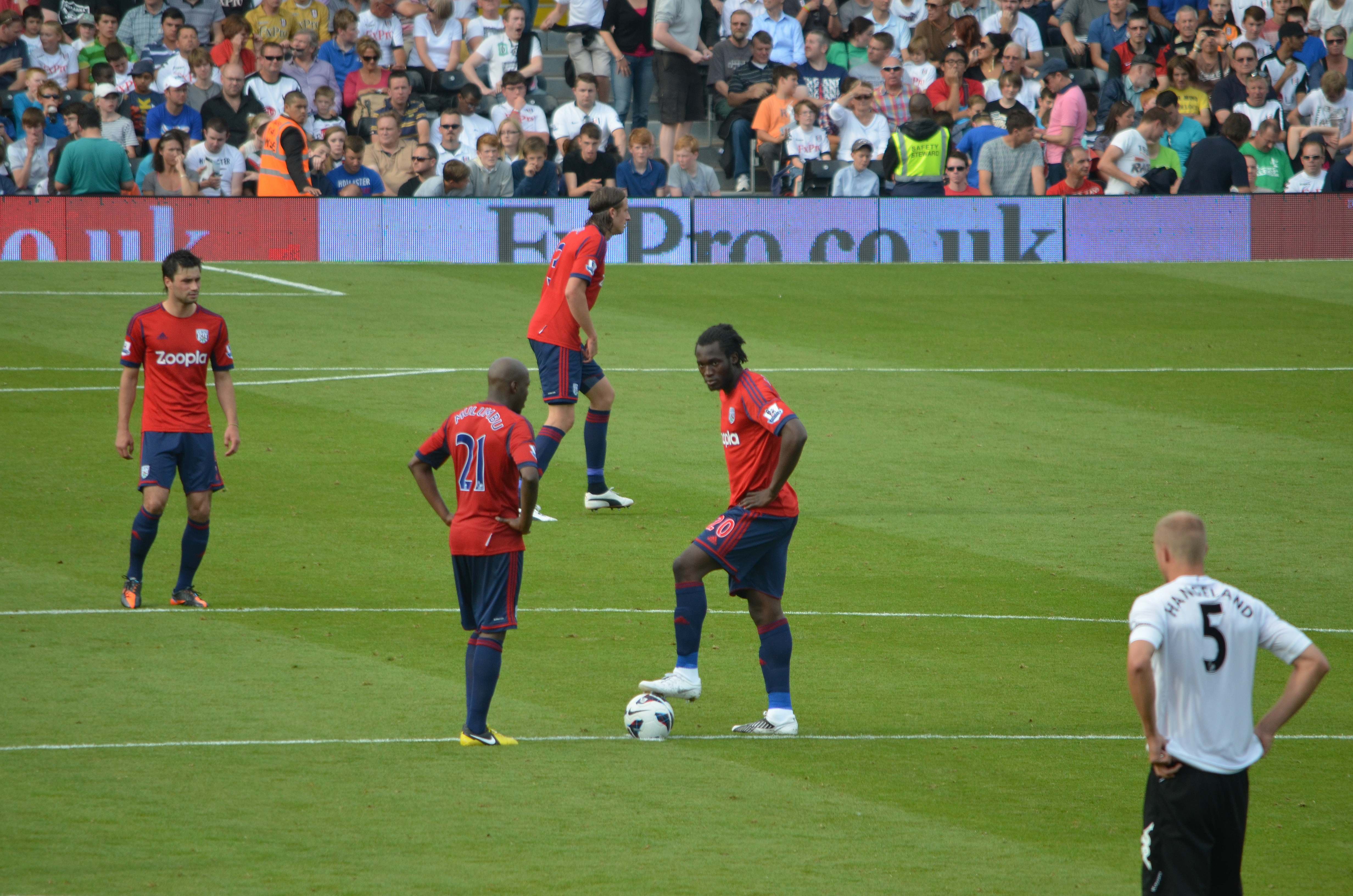
Romelu Lukaku (avec le ballon) à West Brom en septembre 2012.

Le 10 août 2012, Lukaku est prêté une saison à West Bromwich Albion. Lors de son premier match pour lequel il rentre en cours de jeu et marque le troisième but des siens contre Liverpool. Le 22 septembre 2012, il inscrit l'unique but du match qui oppose son club à Reading. Lors du dernier match de la saison, Lukaku — entré au jeu en seconde mi-temps — inscrit un triplé contre Manchester United lors d'un match spectaculaire (5-5) pour le dernier d'Alex Ferguson. Par la même occasion, Lukaku porte son total de but sur la saison à dix-sept buts, un record pour un joueur de West Bromwich. Après une très bonne saison à West Brom, Lukaku retourne à Chelsea pour tenter de percer et de devenir titulaire indiscutable.
Auteur d'une bonne pré-saison durant laquelle il termine meilleur buteur de Chelsea, Lukaku affiche son ambition de devenir l'attaquant numéro un à Chelsea. De retour à Chelsea, il dispute la préparation avec le club mais, barré par l'Espagnol Fernando Torres, le Sénégalais Demba Ba et le Camerounais Samuel Eto'o arrivé à la fin du mois d'août, il n'est plus que le quatrième choix de son entraîneur José Mourinho pour le poste d'attaquant. Le 2 septembre 2013, juste avant la fin du marché des transferts estival, Romelu Lukaku est de nouveau prêté pour un an, cette fois à Everton, où il retrouve son compatriote Kevin Mirallas.
Le 21 septembre 2013, lors de la cinquième journée du championnat d'Angleterre, Lukaku entre en jeu à la mi-temps contre West Ham United et inscrit, dès son premier match, le but de la victoire (2-3) à la 85e minute. Il est titularisé pour la première fois la journée suivante et s'offre un doublé plus une passe décisive qui permettent de dominer Newcastle (3-2). Le 5 octobre 2013, Lukaku ouvre le score contre Manchester City mais Everton s'incline 3-1. Il inscrit un doublé et est élu homme du match contre Liverpool le 23 novembre suivant. Il est l'un des meilleurs buteurs du championnat anglais en 2013 avec quinze buts inscrits. Il prend part à trente-trois matchs toutes compétitions confondues (seize buts) avant de réintégrer l'effectif des Blues londoniens.

#### Confirmation à Everton (2014-2017)

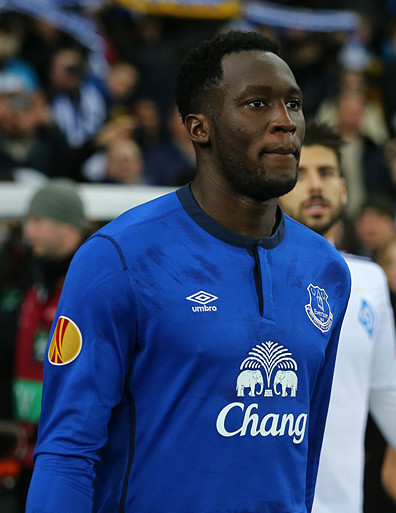
Romelu Lukaku sous les couleurs d'Everton en 2015.

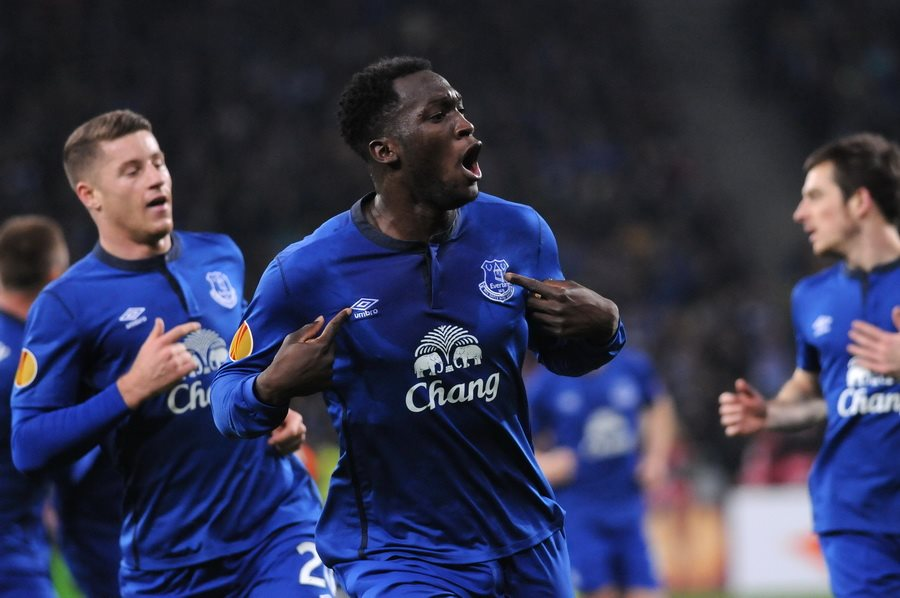
Romelu Lukaku, célébrant un but avec Everton lors d'un match de Ligue Europa en 2015.

Le 30 juillet 2014, Lukaku s'engage pour cinq saisons avec l'Everton FC pour 35 millions d'euros, un record dans l'histoire d'Everton. Le 19 février 2015, il marque son premier triplé sous le maillot d'Everton lors du seizième de finale aller de Ligue Europa face aux Young Boys Berne (1-4). Lors du match retour à Goodison Park, il inscrit un doublé, marquant ainsi cinq buts en deux confrontations. Lukaku termine co-meilleur buteur de la C3 avec huit réalisations, et ce, malgré l'élimination des Toffees dès les huitièmes de finale.
La saison 2015-2016, l'attaquant belge inscrit vingt-cinq buts, dont dix-huit en Premier League. Il termine quatrième au classement des buteurs du championnat, derrière Jamie Vardy, Sergio Agüero et Harry Kane.
Le 5 mars 2017, Lukaku devient le meilleur buteur de l'histoire d'Everton en Premier League en réduisant le score face à Tottenham Hotspur (défaite 3-2). Le 18 mars suivant, il inscrit un doublé face à Hull City et devient le premier joueur d'Everton à atteindre les vingt buts sur une saison de Premier League. Le même jour, l'attaquant belge devient le quatrième joueur à dépasser les 80 buts en Premier League avant 24 ans, après Michael Owen, Robbie Fowler et Wayne Rooney. Le Belge conclut la saison 2016-2017 à vingt-cinq buts en Premier League et termine deuxième au classement des buteurs derrière Harry Kane (vingt-neuf buts).

#### Manchester United (2017-2019)

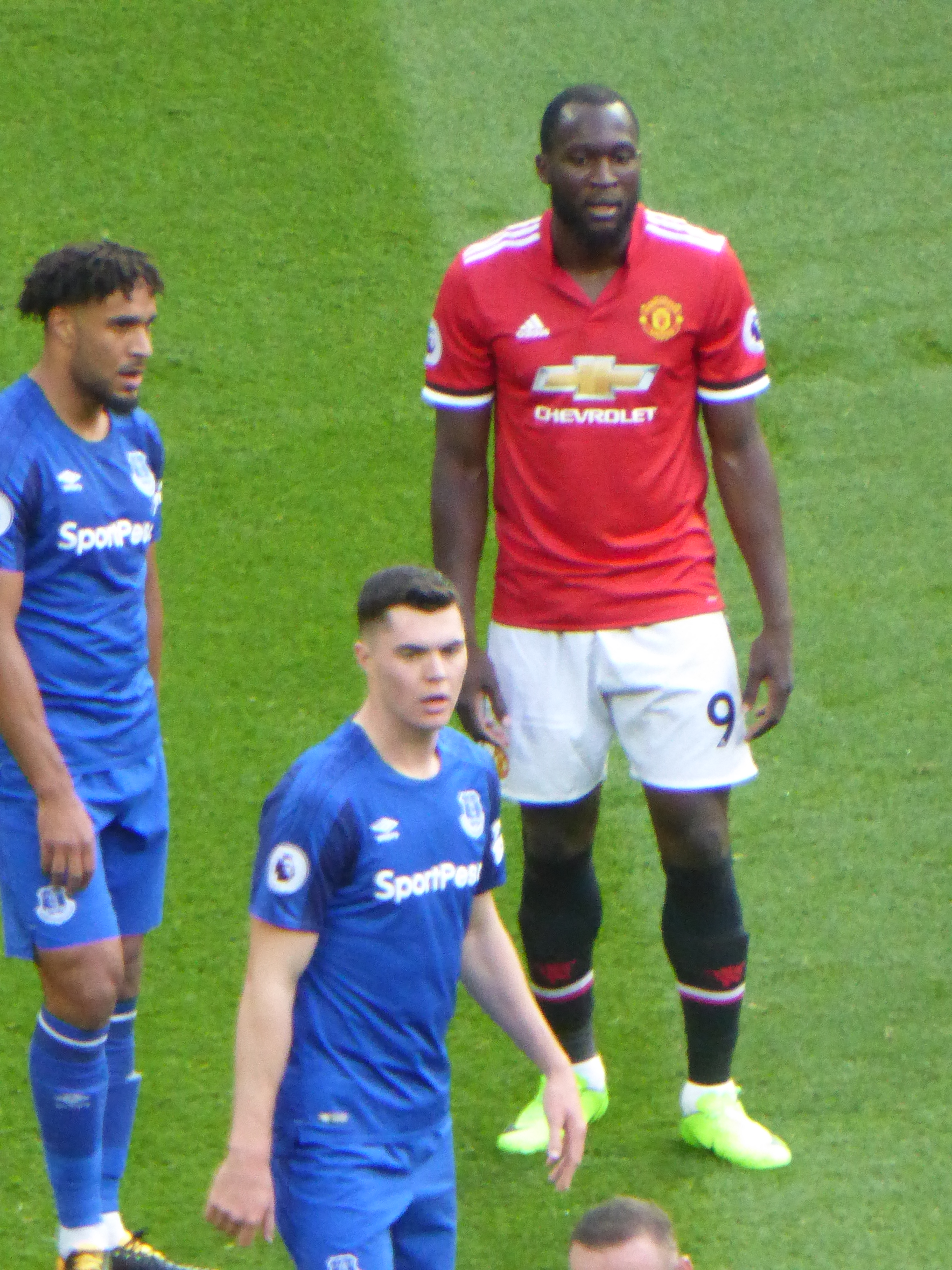
Romelu Lukaku, sous le maillot de Manchester United en 2017.

Le 10 juillet 2017, Romelu Lukaku s'engage pour cinq ans avec Manchester United. Les médias anglais estiment le transfert à 85 millions d'euros, plus 17 millions d'€ de bonus. Le 8 août suivant, le Belge joue son premier match sous le maillot des Red Devils lors de la Supercoupe de l'UEFA face au Real Madrid. Il inscrit l'unique but des Anglais qui s'inclinent 2-1. Cinq jours plus tard, il fait ses débuts en Premier League sous le maillot manculien face à West Ham United et inscrit un doublé. Le 12 septembre 2017, Lukaku dispute sa première rencontre de Ligue des champions avec MU lors de la première journée de la phase de groupes face au FC Bâle. Il inscrit le deuxième but des siens et Manchester s'impose 3-0. L'attaquant belge marque vingt-sept buts en cinquante-et-un matchs toutes compétitions confondues lors de sa première saison sous le maillot du club mancunien, qui termine vice-champion d'Angleterre et échoue en finale de la Coupe d'Angleterre.
Entre fin février et début mars 2019, Lukaku marque un doublé lors de trois matchs consécutifs : le 27 février face à Crystal Palace en Premier League (1-3), le 2 mars contre Southampton (victoire 3-2), puis le 6 mars à l'occasion du huitième de finale retour de la Ligue des champions face au Paris Saint-Germain (1-3). En fin de saison, il quitte Manchester United après avoir inscrit 42 buts en 96 matchs toutes compétitions confondues en deux saisons.

#### Inter Milan (2019-2021)
Le 8 août 2019, Lukaku s'engage pour cinq saisons avec l'Inter Milan et récupère le numéro 9 de Mauro Icardi. Le coût du transfert est estimé à plus de 80 millions d'euros. Le 26 août 2019, l'attaquant belge dispute son premier match sous les couleurs du club italien en étant titularisé lors de la première journée de Serie A contre Lecce. Il se distingue en inscrivant le troisième but de l'Inter, qui remporte la rencontre sur le score de 4-0. La saison 2019-2020 est la plus prolifique dans la carrière de Lukaku, qui inscrit trente-quatre buts en cinquante matchs toutes compétitions confondues. L'Inter termine deuxième en Serie A et parvient à se hisser en finale de la Ligue Europa, défait par le Séville FC (3-2). L'attaquant belge inscrit sept buts en six matchs de Ligue Europa au cours de cette saison, décrochant au passage le record de matches consécutifs dans la compétition avec un but marqué (onze). Une série entamée dans les rangs d'Everton en 2014-2015. Il devient également le meilleur buteur belge en Ligue Europa à l'issue de cette saison.

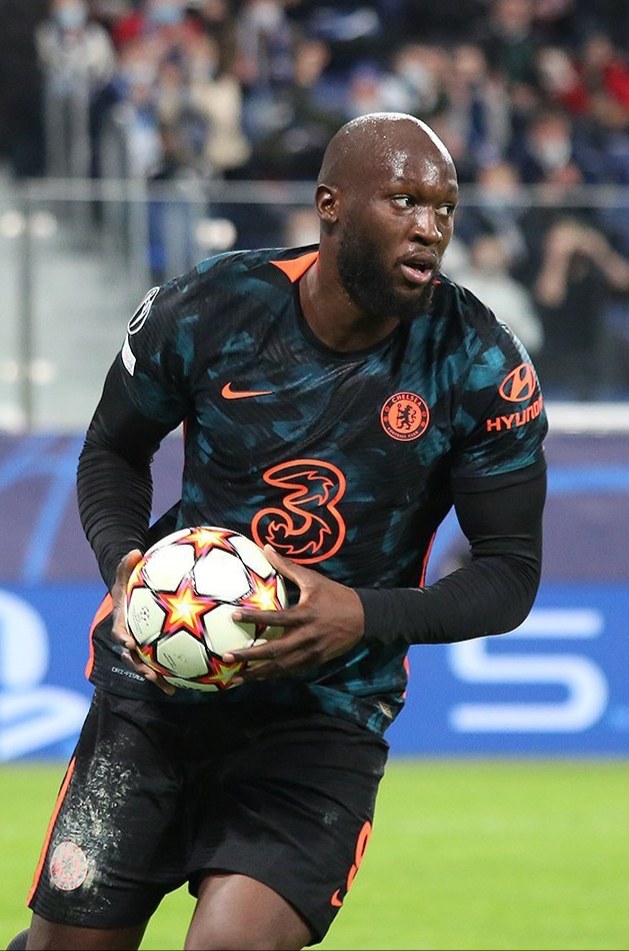
Romelu Lukaku avec Chelsea en 2021.

Lukaku est sacré champion d'Italie avec l'Inter lors de la saison 2020-2021.

#### Chelsea (2021-2024)
Le 13 août 2021, le transfert de Lukaku est officialisé contre 115 millions d'euros pour le club milanais, il retourne à Chelsea et devient par la même occasion le joueur le plus cher de la planète en montants de transfert cumulés (estimés à 327 millions d'euros). Il est dépassé dans ce classement en août 2023 par Neymar lors de son transfert à Al-Hilal FC lui permettant d'atteindre un montant cumulé de plus de 400 millions d'euros.
Lukaku se montre décisif dès son premier match depuis son retour, le 22 août 2021, contre Arsenal FC. Il marque un but et participe ainsi à la victoire de son équipe par deux buts à zéro.
Fin décembre 2021, Lukaku devient ambassadeur du jeu vidéo de football UFL, en concurrence avec FIFA qu'il avait récemment fortement critiqué.
En janvier 2022, il crée la polémique à la suite d'une interview au cours de laquelle il déplore son manque de temps de jeu depuis novembre tout en déclarant son amour pour l'Inter Milan qu'il a quitté cinq mois plus tôt. Il est sanctionné sportivement par Thomas Tuchel (écarté face à Liverpool) et financièrement (500 000 euros d'amende) mais il s'excuse publiquement et regrette de s'être exprimé ainsi, mettant donc aussitôt un terme à la polémique.

#### Prêt et retour à l'Inter Milan (2022-2023)
Un an après son retour difficile chez les Blues de Chelsea, Romelu s'engage de nouveau avec les Nerazzurri sous l'objet d'un prêt payant d'une année courant jusqu'en 2023 aux alentours de 8 millions d'euros. En seulement 2 minutes de jeu, il parvient à ouvrir son compteur en Serie A  contre Lecce sous le score de 2-1. Il marque également en Ligue des Champions face à Viktoria Plzen à la 87ème minute de jeu lors d'une victoire de 4-0. En fin de saison, alors que l'Inter Milan était proche d'un accord pour le transfert du belge, le club milanais décide de se retirer des négociations après s'être rendu compte que Lukaku et son agent négociaient en paralléle avec la Juventus.
Il retourne donc à Londres à l'issue de la saison.

#### Prêt à l'AS Rome (2023-2024)
Devenu indésirable à Chelsea, et la Juventus n'étant plus intéressée à la suite du départ avorté de Dusan Vlahovic, Lukaku doit attendre la fin du mercato pour trouver une porte de sortie.
Le 31 août 2023, il est de nouveau prêté en Italie, mais cette fois-ci à l'AS Roma, où il retrouve son ancien entraîneur à Chelsea et Manchester United José Mourinho.
Pour sa première titularisation avec le maillot romain, il trouve le chemin des filets face à Empoli (victoire 7-0). Il marque aussi lors des trois premières journées en phase de poule de Ligue Europa, poursuivant ainsi sa série de 14 matchs d'affilée avec au moins un but marqué dans cette compétition. Sur la saison, Romelu Lukaku inscrit 21 buts en 47 matchs joués et ce toutes compétitions confondues, son efficacité ayant été plus importante en première moitié de saison. L'AS Roma décide en fin de saison de ne pas acquérir Lukaku qui retourne donc à Chelsea.

#### SSC Naples (depuis 2024)
Le 21 août 2024 est annoncée la piste d'un recrutement de Lukaku par le club de Naples. Huit jours plus tard, ce transfert est officialisé par le club italien. Lukaku s'engage pour trois saisons et l'indemnité de transfert est évaluée à 30 millions d'euros.
Lukaku remporte la Scudetto lors de la saison 2024-2025, seulement avec 1 point devant son ancien club, l'Inter Milan, il va inscrire le deuxième but de la dernière rencontre du calendrier et scelle la victoire du titre de la saison. Il inscrit 14 buts lors de cette saison.

### En sélections nationales

#### En sélection de jeunes et débuts rapides en équipe première
Romelu Lukaku participe avec les espoirs aux éliminatoires du championnat d'Europe espoirs en 2009. Il joue cinq matchs et se met en évidence en inscrivant un but contre la Slovénie le 8 septembre 2009.
Lukaku est appelé pour la première fois avec l'équipe A belge en mars 2010, alors qu'il n'a que seize ans. Le 3 mars 2010, Dick Advocaat lui fait jouer ses premières minutes à 16 ans et 294 jours, lors d'un match amical face à la Croatie au stade Roi Baudouin (0-1),. Le 7 septembre 2010, lors d'un match contre la Turquie, il délivre sa première passe décisive, en faveur de son coéquipier Daniel Van Buyten. Ce match perdu 3-2 rentre dans le cadre des éliminatoires de l'Euro 2012. Par la suite, le 17 novembre 2010, il inscrit ses deux premiers buts en équipe nationale, pour une victoire 2 à 0 en amical à l'extérieur contre la Russie,.
Le 15 août 2012, après une longue période sans le moindre but en équipe nationale, il marque son troisième but international et aussi le troisième but belge face aux Pays-Bas en amical (victoire 4-2),.

#### Titulaire des Diables rouges

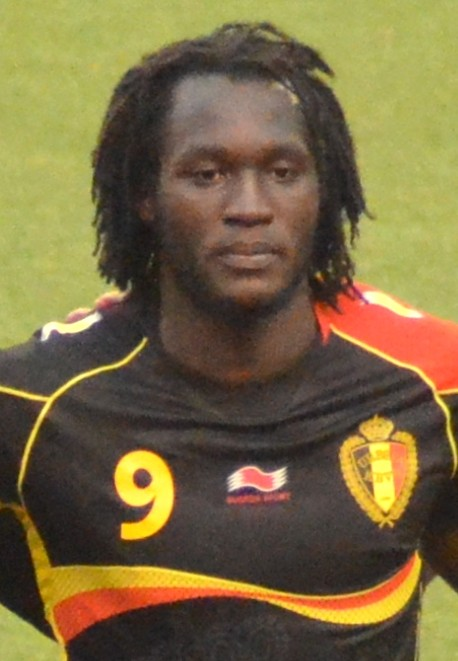
Romelu Lukaku en 2013 avec la sélection belge.

Le 11 octobre 2013, Lukaku joue son premier match comme titulaire lors des éliminatoires pour la Coupe du monde 2014 et inscrit un doublé face à la Croatie, à Zagreb. La Belgique remporte le match 1-2, ce qui lui permet de se qualifier pour la Coupe du monde 2014. Le 26 mai 2014, il inscrit son premier triplé avec l'équipe nationale face au Luxembourg lors d'un match amical de préparation à la Coupe du monde 2014. Cependant, le match ainsi que ces trois buts ont été annulés à la suite d'une décision de la FIFA, le sélectionneur belge Marc Wilmots ayant procédé à un remplacement surnuméraire (sept remplacements ont été effectués chez les Diables rouges pour un maximum de six remplacements autorisés en match amical).

##### Coupe du monde 2014
Il participe ensuite à la phase finale de la Coupe du monde 2014. Il est titularisé lors des deux premiers matchs face à l'Algérie et la Russie, mais déçoit face à ces équipes qui optent pour un jeu très défensif, ce qui permet au jeune Divock Origi de s'illustrer et de prendre sa place de titulaire. Lukaku sauve cependant son Mondial lors de son entrée au jeu durant la prolongation du huitième de finale face aux États-Unis, en délivrant une passe décisive à Kevin De Bruyne et en inscrivant le second but synonyme de victoire. Les Diables Rouges sont éliminés en quarts de finale par l'Argentine (1-0).

##### Euro 2016

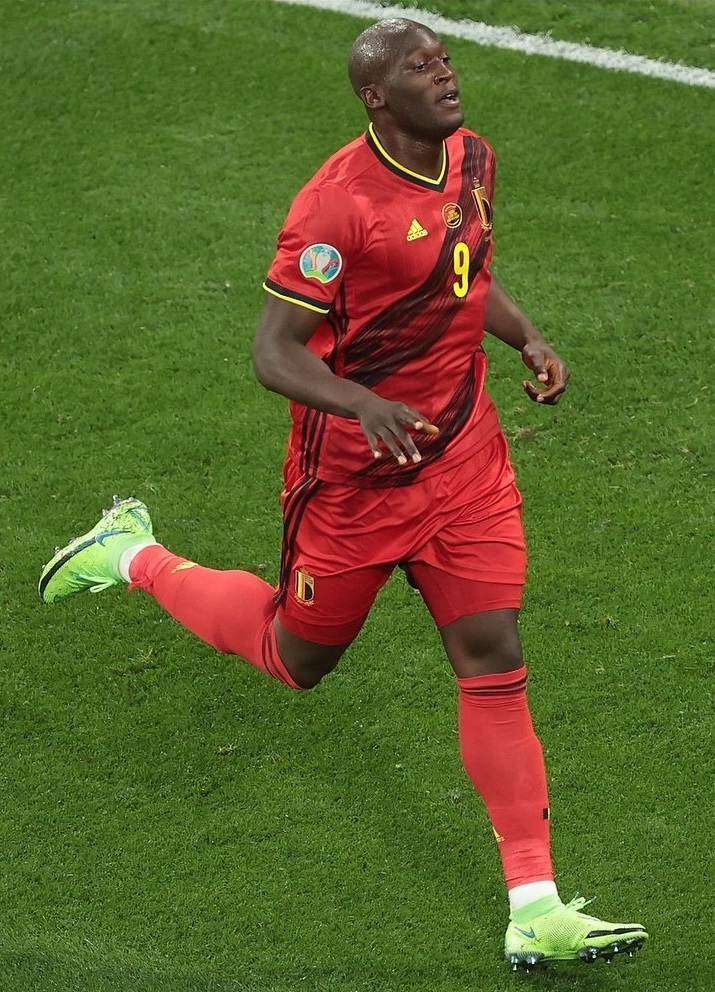
Romelu Lukaku avec la Belgique lors de l'Euro 2020.

En juin 2016, il fait partie des joueurs belges qui participent à l'Euro 2016. Il se distingue en inscrivant un doublé lors du second match des Belges face à l'Irlande (3-0). Malgré un but de Radja Nainggolan, les Diables rouges sont éliminés en quart de finale, face au pays de Galles sur un score de 3-1. Ashley Williams, Hai Robson-Kanu et Sam Vokes sont les buteurs côté gallois.

#### Recordman de buts
Lors des éliminatoires du mondial 2018, Lukaku se met en évidence en inscrivant un total de onze buts. Le 6 septembre 2016, il est l'auteur d'un doublé contre l'équipe de Chypre (victoire 0-3). Il marque ensuite un autre doublé contre l'Estonie le 13 novembre (large victoire 8-1). Puis, le 31 août 2017, il inscrit un triplé, contre l'équipe de Gibraltar. Les Belges s'imposent sur le score fleuve de neuf buts à zéro. Le 14 novembre 2017, Lukaku inscrit l'unique but du match contre le Japon (1-0). Les médias s'empressent alors de faire de lui le meilleur buteur de l'histoire de sa sélection avec 31 réalisations, oubliant au passage l'annulation de son triplé face au Luxembourg en 2014 par la FIFA, chose que l'organisation internationale rappelle dès le lendemain. Romelu Lukaku comptabilise donc vingt-huit buts en équipe nationale à la fin de l'année 2017.
Le 7 juin 2018, il inscrit son 31e but avec la sélection belge face à l'Égypte (victoire 3-0), et devient officiellement le meilleur buteur de l'histoire des Diables Rouges.

##### Coupe du monde 2018
En juin 2018, Lukaku fait partie des vingt-trois joueurs sélectionnés par Roberto Martínez pour participer à la Coupe du monde organisée en Russie. Auteur de deux buts contre le Panama (3-0) puis face à la Tunisie (5-2) en phase de poule, Lukaku devient le premier joueur à inscrire deux doublés consécutifs en Coupe du monde depuis Diego Maradona en 1986. Par la suite, lors du quart de finale disputé contre le Brésil, il délivre une passe décisive à Kevin De Bruyne, permettant ainsi à son équipe de l'emporter 2-1. L'attaquant belge conclut sa Coupe du monde avec quatre buts en six matchs, terminant ainsi troisième meilleur buteur du tournoi. La Belgique est éliminée en demi-finale face à l'équipe de France (1-0) mais termine troisième à la suite de sa victoire contre l'Angleterre lors de la petite finale (2-0).

##### Euro 2020
Après le Mondial, il participe à la première édition de la Ligue des nations de l'UEFA. Il se met de nouveau en évidence lors de cette compétition en inscrivant deux doublés, contre l'Islande et la Suisse. Lukaku est à nouveau convoqué par Roberto Martinez pour disputer l'Euro 2020 où les Belges atteignent les quarts de finale, s'inclinant contre l'Italie (1-2), futur vainqueur de l'édition.

##### Coupe du monde 2022
Le 10 novembre 2022, il est sélectionné par Roberto Martínez pour participer à la Coupe du monde 2022 au Qatar malgré une blessure à une cuisse. Il n'est pas titulaire, monte deux fois au jeu lors des deux derniers matches de poule mais ne marque pas de but, manquant quelques occasions dans les dernières minutes du match nul (0-0) contre la Croatie qui élimine les Diables rouges.

##### Euro 2024
À partir de mars 2023, alors qu'il portait le no 9 en sélection, Romelu Lukaku opte pour le no 10 à la suite de la retraite d'Eden Hazard.
Lors des éliminatoires de l'euro 2024, il participe aux huit matches du groupe F et y inscrit quatorze buts dont un quadruplé en 20 minutes contre l'Azerbaïdjan, établit un nouveau record de buts sur une seule campagne de qualification au Championnat d'Europe devenant le meilleur buteur d'une campagne qualificative et devançant ainsi Robert Lewandowski et David Healy (13 buts).
Le 28 mai 2024, il est retenu parmi les 25 joueurs belges convoqués par Domenico Tedesco pour participer à l'Euro 2024. Participant aux quatre rencontres disputées par sa sélection éliminée en huitièmes de finale, il n'inscrit aucun but. Il est toutefois auteur de deux réalisations contre la Slovaquie puis une contre la Roumanie qui sont toutes annulées après consultation de la vidéo.

## Statistiques

### En club
| Saison                | Club                        | Championnat           | Championnat | Championnat | Championnat | Coupe nationale | Coupe nationale | Coupe nationale | Coupe de la Ligue | Coupe de la Ligue | Coupe de la Ligue | Compétition(s) continentale(s) | Compétition(s) continentale(s) | Compétition(s) continentale(s) | Compétition(s) continentale(s) | Autres compétitions | Autres compétitions | Autres compétitions | Autres compétitions | Total | Total | Total |
| Saison                | Club                        | Division              | M.          | B.          | P.d.        | M.              | B.              | P.d.            | M.                | B.                | P.d.              | Comp.                          | M.                             | B.                             | P.d.                           | Comp.               | M.                  | B.                  | P.d.                | M.    | B.    | P.d.  |
| 2008-2009             | RSC Anderlecht              | Division 1            | -           | -           | -           | -               | -               | -               | -                 | -                 | -                 | C1                             | -                              | -                              | -                              | TM                  | 1                   | 0                   | 0                   | 1     | 0     | 0     |
| 2009-2010             | RSC Anderlecht              | Division 1            | 25          | 15          | 5           | 1               | 0               | 0               | -                 | -                 | -                 | C1+C3                          | 1+10                           | 0+4                            | 0+5                            | PO1                 | 8                   | 0                   | 1                   | 45    | 19    | 11    |
| 2010-2011             | RSC Anderlecht              | Division 1            | 28          | 12          | 5           | 2               | 0               | 0               | -                 | -                 | -                 | C1+C3                          | 3+8                            | 3+1                            | 0+0                            | PO1                 | 9                   | 4                   | 2                   | 50    | 20    | 7     |
| 2011-2012             | RSC Anderlecht              | Division 1            | 2           | 2           | 0           | -               | -               | -               | -                 | -                 | -                 | C3                             | -                              | -                              | -                              | PO1                 | -                   | -                   | -                   | 2     | 2     | 0     |
| Sous-total            | Sous-total                  | Sous-total            | 55          | 29          | 10          | 3               | 0               | 0               | -                 | -                 | -                 | -                              | 22                             | 8                              | 5                              | -                   | 18                  | 4                   | 3                   | 98    | 41    | 18    |
| 2011-2012             | Chelsea FC                  | Premier League        | 8           | 0           | 1           | 1               | 0               | 0               | 3                 | 0                 | 0                 | C1                             | -                              | -                              | -                              | -                   | -                   | -                   | -                   | 12    | 0     | 1     |
| 2013-2014             | Chelsea FC                  | Premier League        | 2           | 0           | 0           | -               | -               | -               | -                 | -                 | -                 | C1                             | -                              | -                              | -                              | SCU                 | 1                   | 0                   | 0                   | 3     | 0     | 0     |
| Sous-total            | Sous-total                  | Sous-total            | 10          | 0           | 1           | 1               | 0               | 0               | 3                 | 0                 | 0                 | -                              | -                              | -                              | -                              | -                   | 1                   | 0                   | 0                   | 15    | 0     | 1     |
| 2012-2013             | West Bromwich Albion (prêt) | Premier League        | 35          | 17          | 7           | 2               | 0               | 0               | 1                 | 0                 | 0                 | -                              | -                              | -                              | -                              | -                   | -                   | -                   | -                   | 38    | 17    | 7     |
| 2013-2014             | Everton FC (prêt)           | Premier League        | 31          | 15          | 8           | 1               | 1               | 0               | 1                 | 0                 | 0                 | -                              | -                              | -                              | -                              | -                   | -                   | -                   | -                   | 33    | 16    | 8     |
| 2014-2015             | Everton FC                  | Premier League        | 36          | 10          | 5           | 2               | 2               | 0               | 1                 | 0                 | 0                 | C3                             | 9                              | 8                              | 2                              | -                   | -                   | -                   | -                   | 48    | 20    | 7     |
| 2015-2016             | Everton FC                  | Premier League        | 37          | 18          | 7           | 3               | 3               | 0               | 6                 | 4                 | 0                 | -                              | -                              | -                              | -                              | -                   | -                   | -                   | -                   | 46    | 25    | 7     |
| 2016-2017             | Everton FC                  | Premier League        | 37          | 25          | 6           | 1               | 1               | 0               | 1                 | 0                 | 1                 | -                              | -                              | -                              | -                              | -                   | -                   | -                   | -                   | 39    | 26    | 7     |
| Sous-total            | Sous-total                  | Sous-total            | 141         | 68          | 26          | 7               | 7               | 0               | 9                 | 4                 | 1                 | -                              | 9                              | 8                              | 2                              | -                   | -                   | -                   | -                   | 166   | 87    | 29    |
| 2017-2018             | Manchester United           | Premier League        | 34          | 16          | 7           | 6               | 5               | 2               | 2                 | 0                 | 0                 | C1                             | 8                              | 5                              | 0                              | SCU                 | 1                   | 1                   | 0                   | 51    | 27    | 9     |
| 2018-2019             | Manchester United           | Premier League        | 32          | 12          | 1           | 3               | 1               | 2               | 1                 | 0                 | 0                 | C1                             | 9                              | 2                              | 1                              | -                   | -                   | -                   | -                   | 45    | 15    | 4     |
| Sous-total            | Sous-total                  | Sous-total            | 66          | 28          | 8           | 9               | 6               | 4               | 3                 | 0                 | 0                 | -                              | 17                             | 7                              | 1                              | -                   | 1                   | 1                   | 0                   | 96    | 42    | 13    |
| 2019-2020             | Inter Milan                 | Serie A               | 36          | 23          | 2           | 4               | 2               | 0               | -                 | -                 | -                 | C1+C3                          | 5+6                            | 2+7                            | 2+2                            | -                   | -                   | -                   | -                   | 51    | 34    | 6     |
| 2020-2021             | Inter Milan                 | Serie A               | 36          | 24          | 10          | 3               | 2               | 0               | -                 | -                 | -                 | C1                             | 5                              | 4                              | 0                              | -                   | -                   | -                   | -                   | 44    | 30    | 10    |
| Sous-total            | Sous-total                  | Sous-total            | 72          | 47          | 12          | 7               | 4               | 0               | -                 | -                 | -                 | -                              | 16                             | 13                             | 4                              | -                   | -                   | -                   | -                   | 95    | 64    | 16    |
| 2021-2022             | Chelsea FC                  | Premier League        | 26          | 8           | 1           | 6               | 3               | 0               | 4                 | 0                 | 0                 | C1                             | 6                              | 2                              | 1                              | CMC                 | 2                   | 2                   | 0                   | 44    | 15    | 2     |
| 2022-2023             | Inter Milan (prêt)          | Serie A               | 25          | 10          | 6           | 4               | 1               | 0               | -                 | -                 | -                 | C1                             | 8                              | 3                              | 1                              | -                   | -                   | -                   | -                   | 37    | 14    | 7     |
| 2023-2024             | AS Rome (prêt)              | Serie A               | 32          | 13          | 3           | 2               | 1               | 0               | -                 | -                 | -                 | C3                             | 13                             | 7                              | 1                              | -                   | -                   | -                   | -                   | 47    | 21    | 4     |
| 2024-2025             | SSC Naples                  | Serie A               | 36          | 14          | 10          | 2               | 0               | 1               | -                 | -                 | -                 | -                              | -                              | -                              | -                              | -                   | -                   | -                   | -                   | 38    | 14    | 11    |
| Total sur la carrière | Total sur la carrière       | Total sur la carrière | 498         | 234         | 84          | 43              | 22              | 5               | 20                | 4                 | 1                 | -                              | 91                             | 48                             | 15                             | -                   | 22                  | 7                   | 3                   | 674   | 315   | 108   |

### En sélections nationales
| Saison                | Sélection             | Phases finales         | Phases finales | Phases finales | Phases finales | Éliminatoires CDM | Éliminatoires CDM | Éliminatoires CDM | Éliminatoires EURO | Éliminatoires EURO | Éliminatoires EURO | Ligue des Nations | Ligue des Nations | Ligue des Nations | Matchs amicaux | Matchs amicaux | Matchs amicaux | Total | Total | Total |
| Saison                | Sélection             | Compétition            | M              | B              | Pd             | M                 | B                 | Pd                | M                  | B                  | Pd                 | M                 | B                 | Pd                | M              | B              | Pd             | M     | B     | Pd    |
| --------------------- | --------------------- | ---------------------- | -------------- | -------------- | -------------- | ----------------- | ----------------- | ----------------- | ------------------ | ------------------ | ------------------ | ----------------- | ----------------- | ----------------- | -------------- | -------------- | -------------- | ----- | ----- | ----- |
| 2009-2010             | Belgique              | -                      | -              | -              | -              | -                 | -                 | -                 | -                  | -                  | -                  | -                 | -                 | -                 | 2              | 0              | 0              | 2     | 0     | 0     |
| 2010-2011             | Belgique              | -                      | -              | -              | -              | -                 | -                 | -                 | 4                  | 0                  | 1                  | -                 | -                 | -                 | 3              | 2              | 1              | 7     | 2     | 2     |
| 2011-2012             | Belgique              | -                      | -              | -              | -              | -                 | -                 | -                 | 2                  | 0                  | 0                  | -                 | -                 | -                 | 4              | 0              | 0              | 6     | 0     | 0     |
| 2012-2013             | Belgique              | -                      | -              | -              | -              | 2                 | 0                 | 0                 | -                  | -                  | -                  | -                 | -                 | -                 | 4              | 1              | 0              | 6     | 1     | 0     |
| 2013-2014             | Belgique              | Coupe du monde 2014    | 4              | 1              | 0              | 2                 | 2                 | 0                 | -                  | -                  | -                  | -                 | -                 | -                 | 7              | 4              | 1              | 13    | 7     | 1     |
| 2014-2015             | Belgique              | -                      | -              | -              | -              | -                 | -                 | -                 | 3                  | 0                  | 0                  | -                 | -                 | -                 | 2              | 1              | 0              | 5     | 1     | 0     |
| 2015-2016             | Belgique              | Euro 2016              | 5              | 2              | 0              | -                 | -                 | -                 | 2                  | 0                  | 0                  | -                 | -                 | -                 | 5              | 4              | 0              | 12    | 6     | 0     |
| 2016-2017             | Belgique              | -                      | -              | -              | -              | 5                 | 6                 | 1                 | -                  | -                  | -                  | -                 | -                 | -                 | 4              | 0              | 1              | 9     | 6     | 2     |
| 2017-2018             | Belgique              | Coupe du monde 2018    | 6              | 4              | 1              | 3                 | 5                 | 0                 | -                  | -                  | -                  | -                 | -                 | -                 | 6              | 8              | 2              | 15    | 17    | 3     |
| 2018-2019             | Belgique              | -                      | -              | -              | -              | -                 | -                 | -                 | 2                  | 3                  | 0                  | 2                 | 4                 | 1                 | 2              | 1              | 0              | 6     | 8     | 1     |
| 2019-2020             | Belgique              | -                      | -              | -              | -              | -                 | -                 | -                 | 3                  | 4                  | 4                  | -                 | -                 | -                 | -              | -              | -              | 3     | 4     | 4     |
| 2020-2021             | Belgique              | Euro 2020              | 5              | 4              | 0              | 2                 | 2                 | 0                 | -                  | -                  | -                  | 5                 | 5                 | 1                 | 2              | 1              | 0              | 14    | 12    | 1     |
| 2021-2022             | Belgique              | Ligue des nations 2021 | 1              | 1              | 0              | 2                 | 3                 | 1                 | -                  | -                  | -                  | 1                 | 0                 | 0                 | -              | -              | -              | 4     | 4     | 1     |
| 2022-2023             | Belgique              | Coupe du monde 2022    | 2              | 0              | 0              | -                 | -                 | -                 | 3                  | 6                  | 0                  | -                 | -                 | -                 | 1              | 1              | 0              | 6     | 7     | 0     |
| 2023-2024             | Belgique              | Euro 2024              | 4              | 0              | 1              | -                 | -                 | -                 | 5                  | 8                  | 1                  | -                 | -                 | -                 | 2              | 2              | 1              | 11    | 10    | 3     |
| 2024-2025             | Belgique              | -                      | -              | -              | -              | 2                 | 1                 | 0                 | -                  | -                  | -                  | 3                 | 3                 | 0                 | -              | -              | -              | 5     | 4     | 0     |
| Total sur la carrière | Total sur la carrière | Total sur la carrière  | 27             | 12             | 2              | 18                | 19                | 2                 | 24                 | 21                 | 6                  | 11                | 12                | 2                 | 44             | 25             | 6              | 124   | 89    | 18    |

### Matchs internationaux
| Matchs internationaux de Romelu Lukaku, | Matchs internationaux de Romelu Lukaku, | Matchs internationaux de Romelu Lukaku,                     | Matchs internationaux de Romelu Lukaku, | Matchs internationaux de Romelu Lukaku, | Matchs internationaux de Romelu Lukaku, | Matchs internationaux de Romelu Lukaku, | Matchs internationaux de Romelu Lukaku,                                                                          |
| #                                       | Date                                    | Lieu                                                        | Adversaire                              | Résultat                                | Compétition                             | Club                                    | Notes |
| --------------------------------------- | --------------------------------------- | ----------------------------------------------------------- | --------------------------------------- | --------------------------------------- | --------------------------------------- | --------------------------------------- | --- |
| 1                                       | 3 mars 2010                             | Stade Roi Baudouin, Bruxelles, Belgique                     | Croatie                                 | D 0 - 1                                 | Match amical                            | RSC Anderlecht                          | Titulaire, remplacé par Jonathan Blondel à la 75e minute de jeu.                                                 |
| 2                                       | 19 mai 2010                             | Stade Roi Baudouin, Bruxelles, Belgique                     | Bulgarie                                | V 2 - 1                                 | Match amical                            | RSC Anderlecht                          | Titulaire, remplacé par Christian Benteke à la 64e minute de jeu.                                                |
| 3                                       | 11 août 2010                            | Veritas Stadion, Turku, Finlande                            | Finlande                                | D 0 - 1                                 | Match amical                            | RSC Anderlecht                          | Entre en jeu à la place de Christian Benteke à la 66e minute de jeu.                                             |
| 4                                       | 3 septembre 2010                        | Stade Roi Baudouin, Bruxelles, Belgique                     | Allemagne                               | D 0 - 1                                 | Éliminatoires de l'Euro 2012            | RSC Anderlecht                          | Titulaire, remplacé par Christian Benteke à la 73e minute de jeu.                                                |
| 5                                       | 7 septembre 2010                        | Stade Şükrü Saracoğlu, Istanbul, Turquie                    | Turquie                                 | D 2 - 3                                 | Éliminatoires de l'Euro 2012            | RSC Anderlecht                          | Titulaire, remplacé par Axel Witsel à la 76e minute de jeu.                                                      |
| 6                                       | 8 octobre 2010                          | Astana Arena, Astana, Kazakhstan                            | Kazakhstan                              | V 2 - 0                                 | Éliminatoires de l'Euro 2012            | RSC Anderlecht                          | Titulaire, remplacé par Marvin Ogunjimi à la 46e minute de jeu.                                                  |
| 7                                       | 12 octobre 2010                         | Stade Roi Baudouin, Bruxelles, Belgique                     | Autriche                                | N 4 - 4                                 | Éliminatoires de l'Euro 2012            | RSC Anderlecht                          | Entre en jeu à la place de Timmy Simons à la 73e minute de jeu.                                                  |
| 8                                       | 17 novembre 2010                        | Stade central (en), Voronej, Russie                         | Russie                                  | V 2 - 0                                 | Match amical                            | RSC Anderlecht                          | Titulaire et buteur, remplacé par Jelle Vossen à la 75e minute de jeu.                                           |
| 9                                       | 9 février 2011                          | Stade Jules-Otten, Gand, Belgique                           | Finlande                                | N 1 - 1                                 | Match amical                            | RSC Anderlecht                          | Titulaire, remplacé par Björn Vleminckx à la 82e minute de jeu.                                                  |
| 10                                      | 10 août 2011                            | Stadion Stožice, Ljubljana, Slovénie                        | Slovénie                                | N 0 - 0                                 | Match amical                            | Chelsea FC                              | Titulaire, remplacé par Björn Vleminckx à la 58e minute de jeu.                                                  |
| 11                                      | 2 septembre 2011                        | Stade Tofiq-Béhramov, Bakou, Azerbaïdjan                    | Azerbaïdjan                             | N 1 - 1                                 | Éliminatoires de l'Euro 2012            | Chelsea FC                              | Titulaire, remplacé par Igor de Camargo à la 61e minute de jeu.                                                  |
| 12                                      | 6 septembre 2011                        | Stade Roi Baudouin, Bruxelles, Belgique                     | États-Unis                              | V 1 - 0                                 | Match amical                            | Chelsea FC                              | Entre en jeu à la place de Marouane Fellaini à la 63e minute de jeu.                                             |
| 13                                      | 11 octobre 2011                         | Esprit Arena, Düsseldorf, Allemagne                         | Allemagne                               | D 1 - 3                                 | Éliminatoires de l'Euro 2012            | Chelsea FC                              | Entre en jeu à la place de Marvin Ogunjimi à la 46e minute de jeu.                                               |
| 14                                      | 29 février 2012                         | Stade Pankritio, Héraklion, Grèce                           | Grèce                                   | N 1 - 1                                 | Match amical                            | Chelsea FC                              | Entre en jeu à la place de Eden Hazard à la 64e minute de jeu.                                                   |
| 15                                      | 2 juin 2012                             | Stade de Wembley, Londres, Angleterre                       | Angleterre                              | D 0 - 1                                 | Match amical                            | Chelsea FC                              | Entre en jeu à la place de Dries Mertens à la 73e minute de jeu.                                                 |
| 16                                      | 15 août 2012                            | Stade Roi Baudouin, Bruxelles, Belgique                     | Pays-Bas                                | V 4 - 2                                 | Match amical                            | West Bromwich Albion                    | Buteur, entre en jeu à la place de Christian Benteke à la 63e minute de jeu.                                     |
| 17                                      | 7 septembre 2012                        | Cardiff City Stadium, Cardiff, Pays de Galles               | Pays de Galles                          | V 2 - 0                                 | Éliminatoires de la Coupe du monde 2014 | West Bromwich Albion                    | Entre en jeu à la place de Kevin Mirallas à la 46e minute de jeu.                                                |
| 18                                      | 14 novembre 2012                        | Arena Națională, Bucarest, Roumanie                         | Roumanie                                | D 1 - 2                                 | Match amical                            | West Bromwich Albion                    | Entre en jeu à la place de Christian Benteke à la 57e minute de jeu.                                             |
| 19                                      | 6 février 2013                          | Stade Jan-Breydel, Bruges, Belgique                         | Slovaquie                               | V 2 - 1                                 | Match amical                            | West Bromwich Albion                    | Entre en jeu à la place de Christian Benteke à la 46e minute de jeu.                                             |
| 20                                      | 29 mai 2013                             | FirstEnergy Stadium, Cleveland, États-Unis                  | États-Unis                              | V 4 - 2                                 | Match amical                            | West Bromwich Albion                    | Titulaire, remplacé par Thorgan Hazard à la 83e minute de jeu.                                                   |
| 21                                      | 7 juin 2013                             | Stade Roi Baudouin, Bruxelles, Belgique                     | Serbie                                  | V 2 - 1                                 | Éliminatoires de la Coupe du monde 2014 | West Bromwich Albion                    | Entre en jeu à la place de Kevin De Bruyne à la 82e minute de jeu.                                               |
| 22                                      | 14 août 2013                            | Stade Roi Baudouin, Bruxelles, Belgique                     | France                                  | N 0 - 0                                 | Match amical                            | Chelsea FC                              | Titulaire, remplacé par Christian Benteke à la 60e minute de jeu.                                                |
| 23                                      | 11 octobre 2013                         | Stade Maksimir, Zagreb, Croatie                             | Croatie                                 | V 2 - 1                                 | Éliminatoires de la Coupe du monde 2014 | Everton FC                              | Titulaire et buteur, remplacé par Nacer Chadli à la 69e minute de jeu.                                           |
| 24                                      | 15 octobre 2013                         | Stade Roi Baudouin, Bruxelles, Belgique                     | Pays de Galles                          | N 1 - 1                                 | Éliminatoires de la Coupe du monde 2014 | Everton FC                              | Titulaire. |
| 25                                      | 14 novembre 2013                        | Stade Roi Baudouin, Bruxelles, Belgique                     | Colombie                                | D 0 - 2                                 | Match amical                            | Everton FC                              | Entre en jeu à la place de Kevin De Bruyne à la 58e minute de jeu.                                               |
| 26                                      | 19 novembre 2013                        | Stade Roi Baudouin, Bruxelles, Belgique                     | Japon                                   | D 2 - 3                                 | Match amical                            | Everton FC                              | Titulaire, remplacé par Jelle Vossen à la 77e minute de jeu.                                                     |
| 27                                      | 5 mars 2014                             | Stade Roi Baudouin, Bruxelles, Belgique                     | Côte d'Ivoire                           | N 2 - 2                                 | Match amical                            | Everton FC                              | Entre en jeu à la place de Christian Benteke à la 74e minute de jeu.                                             |
| 28                                      | 26 mai 2014                             | Cristal Arena, Genk, Belgique                               | Luxembourg                              | V 5 - 1                                 | Match amical                            | Everton FC                              | Titulaire et buteur, remplacé par Divock Origi à la 61e minute de jeu.                                           |
| 29                                      | 1er juin 2014                           | Friends Arena, Solna, Suède                                 | Suède                                   | V 2 - 0                                 | Match amical                            | Everton FC                              | Titulaire et buteur, remplacé par Divock Origi à la 74e minute de jeu.                                           |
| 30                                      | 7 juin 2014                             | Stade Roi Baudouin, Bruxelles, Belgique                     | Tunisie                                 | V 1 - 0                                 | Match amical                            | Everton FC                              | Entre en jeu à la place de Divock Origi à la 62e minute de jeu, remplacé par Axel Witsel à la 92e minute de jeu. |
| 31                                      | 17 juin 2014                            | Mineirão, Belo Horizonte, Brésil                            | Algérie                                 | V 2 - 1                                 | Coupe du monde 2014                     | Everton FC                              | Titulaire, remplacé par Divock Origi à la 58e minute de jeu.                                                     |
| 32                                      | 22 juin 2014                            | Stade Maracanã, Rio de Janeiro, Brésil                      | Russie                                  | V 1 - 0                                 | Coupe du monde 2014                     | Everton FC                              | Titulaire, remplacé par Divock Origi à la 57e minute de jeu.                                                     |
| 33                                      | 1er juillet 2014                        | Itaipava Arena Fonte Nova, Salvador de Bahia, Brésil        | États-Unis                              | V 2 - 1 a.p.                            | Coupe du monde 2014                     | Everton FC                              | Buteur, entre en jeu à la place de Divock Origi à la 91e minute de jeu.                                          |
| 34                                      | 5 juillet 2014                          | Stade national de Brasilia Mané Garrincha, Brasilia, Brésil | Argentine                               | D 0 - 1                                 | Coupe du monde 2014                     | Everton FC                              | Entre en jeu à la place de Divock Origi à la 59e minute de jeu.                                                  |
| 35                                      | 10 octobre 2014                         | Stade Roi Baudouin, Bruxelles, Belgique                     | Andorre                                 | V 6 - 0                                 | Éliminatoires de l'Euro 2016            | Everton FC                              | Entre en jeu à la place de Divock Origi à la 66e minute de jeu.                                                  |
| 36                                      | 13 octobre 2014                         | Stade Bilino-Polje, Zenica, Bosnie-Herzégovine              | Bosnie-Herzégovine                      | N 1 - 1                                 | Éliminatoires de l'Euro 2016            | Everton FC                              | Titulaire, remplacé par Dries Mertens à la 57e minute de jeu.                                                    |
| 37                                      | 12 novembre 2014                        | Stade Roi Baudouin, Bruxelles, Belgique                     | Islande                                 | V 3 - 1                                 | Match amical                            | Everton FC                              | Buteur, entre en jeu à la place de Eden Hazard à la 46e minute de jeu.                                           |
| 38                                      | 7 juin 2015                             | Stade de France, Saint-Denis, France                        | France                                  | V 4 - 3                                 | Match amical                            | Everton FC                              | Entre en jeu à la place de Christian Benteke à la 59e minute de jeu.                                             |
| 39                                      | 12 juin 2015                            | Cardiff City Stadium, Cardiff, Pays de Galles               | Pays de Galles                          | D 0 - 1                                 | Éliminatoires de l'Euro 2016            | Everton FC                              | Entre en jeu à la place de Dries Mertens à la 46e minute de jeu.                                                 |
| 40                                      | 3 septembre 2015                        | Stade Roi Baudouin, Bruxelles, Belgique                     | Bosnie-Herzégovine                      | V 3 - 1                                 | Éliminatoires de l'Euro 2016            | Everton FC                              | Titulaire, remplacé par Divock Origi à la 82e minute de jeu.                                                     |
| 41                                      | 13 octobre 2015                         | Stade Roi Baudouin, Bruxelles, Belgique                     | Israël                                  | V 3 - 1                                 | Éliminatoires de l'Euro 2016            | Everton FC                              | Titulaire, remplacé par Divock Origi à la 65e minute de jeu.                                                     |
| 42                                      | 13 novembre 2015                        | Stade Roi Baudouin, Bruxelles, Belgique                     | Italie                                  | V 3 - 1                                 | Match amical                            | Everton FC                              | Titulaire, remplacé par Michy Batshuayi à la 63e minute de jeu.                                                  |
| 43                                      | 29 mars 2016                            | Stade Dr. Magalhães Pessoa, Leiria, Portugal                | Portugal                                | D 1 - 2                                 | Match amical                            | Everton FC                              | Titulaire et buteur.                                                                                             |
| 44                                      | 28 mai 2016                             | Stade de Genève, Carouge, Suisse                            | Suisse                                  | V 2 - 1                                 | Match amical                            | Everton FC                              | Titulaire et buteur, remplacé par Michy Batshuayi à la 58e minute de jeu.                                        |
| 45                                      | 1er juin 2016                           | Stade Roi Baudouin, Bruxelles, Belgique                     | Finlande                                | N 1 - 1                                 | Match amical                            | Everton FC                              | Buteur, entre en jeu à la place de Marouane Fellaini à la 79e minute de jeu.                                     |
| 46                                      | 5 juin 2016                             | Stade Roi Baudouin, Bruxelles, Belgique                     | Norvège                                 | V 3 - 2                                 | Match amical                            | Everton FC                              | Titulaire et buteur.                                                                                             |
| 47                                      | 13 juin 2016                            | Parc Olympique lyonnais, Décines-Charpieu, France           | Italie                                  | D 0 - 2                                 | Euro 2016                               | Everton FC                              | Titulaire, remplacé par Divock Origi à la 73e minute de jeu.                                                     |
| 48                                      | 18 juin 2016                            | Matmut Atlantique, Bordeaux, France                         | République d'Irlande                    | V 3 - 0                                 | Euro 2016                               | Everton FC                              | Titulaire et buteur, remplacé par Christian Benteke à la 83e minute de jeu.                                      |
| 49                                      | 22 juin 2016                            | Allianz Riviera, Nice, France                               | Suède                                   | V 1 - 0                                 | Euro 2016                               | Everton FC                              | Titulaire, remplacé par Christian Benteke à la 87e minute de jeu.                                                |
| 50                                      | 26 juin 2016                            | Stadium de Toulouse, Toulouse, France                       | Hongrie                                 | V 4 - 0                                 | Euro 2016                               | Everton FC                              | Titulaire, remplacé par Michy Batshuayi à la 76e minute de jeu.                                                  |
| 51                                      | 1er juillet 2016                        | Stade Pierre-Mauroy, Villeneuve-d'Ascq, France              | Pays de Galles                          | D 1 - 3                                 | Euro 2016                               | Everton FC                              | Titulaire, remplacé par Michy Batshuayi à la 83e minute de jeu.                                                  |
| 52                                      | 1er septembre 2016                      | Stade Roi Baudouin, Bruxelles, Belgique                     | Espagne                                 | D 0 - 2                                 | Match amical                            | Everton FC                              | Entre en jeu à la place de Divock Origi à la 67e minute de jeu.                                                  |
| 53                                      | 6 septembre 2016                        | Stade GSP, Nicosie, Chypre                                  | Chypre                                  | V 3 - 0                                 | Éliminatoires de la Coupe du monde 2018 | Everton FC                              | Titulaire et buteur, remplacé par Michy Batshuayi à la 73e minute de jeu.                                        |
| 54                                      | 7 octobre 2016                          | Stade Roi Baudouin, Bruxelles, Belgique                     | Bosnie-Herzégovine                      | V 4 - 0                                 | Éliminatoires de la Coupe du monde 2018 | Everton FC                              | Titulaire et buteur, remplacé par Christian Benteke à la 82e minute de jeu.                                      |
| 55                                      | 9 novembre 2016                         | Amsterdam Arena, Amsterdam, Pays-Bas                        | Pays-Bas                                | N 1 - 1                                 | Match amical                            | Everton FC                              | Entre en jeu à la place de Dries Mertens à la 64e minute de jeu.                                                 |
| 56                                      | 13 novembre 2016                        | Stade Roi Baudouin, Bruxelles, Belgique                     | Estonie                                 | V 8 - 1                                 | Éliminatoires de la Coupe du monde 2018 | Everton FC                              | Titulaire et buteur.                                                                                             |
| 57                                      | 25 mars 2017                            | Stade Roi Baudouin, Bruxelles, Belgique                     | Grèce                                   | N 1 - 1                                 | Éliminatoires de la Coupe du monde 2018 | Everton FC                              | Titulaire et buteur, écope d'un carton jaune à la 95e minute de jeu.                                             |
| 58                                      | 28 mars 2017                            | Stade olympique Ficht, Sotchi, Russie                       | Russie                                  | N 3 - 3                                 | Match amical                            | Everton FC                              | Entre en jeu à la place de Christian Benteke à la 77e minute de jeu.                                             |
| 59                                      | 5 juin 2017                             | Stade Roi Baudouin, Bruxelles, Belgique                     | Tchéquie                                | V 2 - 1                                 | Match amical                            | Everton FC                              | Titulaire, remplacé par Christian Benteke à la 46e minute de jeu.                                                |
| 60                                      | 9 juin 2017                             | A. Le Coq Arena, Tallinn, Estonie                           | Estonie                                 | V 2 - 0                                 | Éliminatoires de la Coupe du monde 2018 | Everton FC                              | Titulaire. |
| 61                                      | 31 août 2017                            | Stade Maurice-Dufrasne, Liège, Belgique                     | Gibraltar                               | V 9 - 0                                 | Éliminatoires de la Coupe du monde 2018 | Manchester United                       | Titulaire et buteur.                                                                                             |
| 62                                      | 3 septembre 2017                        | Stade Karaïskakis, Le Pirée, Grèce                          | Grèce                                   | V 2 - 1                                 | Éliminatoires de la Coupe du monde 2018 | Manchester United                       | Titulaire et buteur.                                                                                             |
| 63                                      | 10 octobre 2017                         | Stade Roi Baudouin, Bruxelles, Belgique                     | Chypre                                  | V 4 - 0                                 | Éliminatoires de la Coupe du monde 2018 | Manchester United                       | Buteur, entre en jeu à la place de Thomas Meunier à la 66e minute de jeu.                                        |
| 64                                      | 10 novembre 2017                        | Stade Roi Baudouin, Bruxelles, Belgique                     | Mexique                                 | N 3 - 3                                 | Match amical                            | Manchester United                       | Titulaire et buteur, remplacé par Divock Origi à la 88e minute de jeu.                                           |
| 65                                      | 14 novembre 2017                        | Stade Jan-Breydel, Bruges, Belgique                         | Japon                                   | V 1 - 0                                 | Match amical                            | Manchester United                       | Titulaire et buteur, remplacé par Divock Origi à la 74e minute de jeu.                                           |
| 66                                      | 27 mars 2018                            | Stade Roi Baudouin, Bruxelles, Belgique                     | Arabie saoudite                         | V 4 - 0                                 | Match amical                            | Manchester United                       | Titulaire et buteur, remplacé par Kevin Mirallas à la 79e minute de jeu.                                         |
| 67                                      | 2 juin 2018                             | Stade Roi Baudouin, Bruxelles, Belgique                     | Portugal                                | N 0 - 0                                 | Match amical                            | Manchester United                       | Titulaire, remplacé par Christian Benteke à la 46e minute de jeu.                                                |
| 68                                      | 6 juin 2018                             | Stade Roi Baudouin, Bruxelles, Belgique                     | Égypte                                  | V 3 - 0                                 | Match amical                            | Manchester United                       | Titulaire et buteur, remplacé par Michy Batshuayi à la 46e minute de jeu.                                        |
| 69                                      | 11 juin 2018                            | Stade Roi Baudouin, Bruxelles, Belgique                     | Costa Rica                              | V 4 - 1                                 | Match amical                            | Manchester United                       | Titulaire et buteur, remplacé par Thorgan Hazard à la 66e minute de jeu.                                         |
| 70                                      | 18 juin 2018                            | Stade olympique Ficht, Sotchi, Russie                       | Panama                                  | V 3 - 0                                 | Coupe du monde 2018                     | Manchester United                       | Titulaire et buteur.                                                                                             |
| 71                                      | 23 juin 2018                            | Otkrytie Arena, Moscou, Russie                              | Tunisie                                 | V 5 - 2                                 | Coupe du monde 2018                     | Manchester United                       | Titulaire et buteur, remplacé par Marouane Fellaini à la 59e minute de jeu.                                      |
| 72                                      | 2 juillet 2018                          | Rostov Arena, Rostov-sur-le-Don, Russie                     | Japon                                   | V 3 - 2                                 | Coupe du monde 2018                     | Manchester United                       | Titulaire. |
| 73                                      | 6 juillet 2018                          | Kazan Arena, Kazan, Russie                                  | Brésil                                  | V 2 - 1                                 | Coupe du monde 2018                     | Manchester United                       | Titulaire, remplacé par Youri Tielemans à la 87e minute de jeu.                                                  |
| 74                                      | 10 juillet 2018                         | Zenit Arena, Saint-Pétersbourg, Russie                      | France                                  | D 0 - 1                                 | Coupe du monde 2018                     | Manchester United                       | Titulaire. |
| 75                                      | 14 juillet 2018                         | Zenit Arena, Saint-Pétersbourg, Russie                      | Angleterre                              | V 2 - 0                                 | Coupe du monde 2018                     | Manchester United                       | Titulaire, remplacé par Dries Mertens à la 60e minute de jeu.                                                    |
| 76                                      | 7 septembre 2018                        | Hampden Park, Glasgow, Écosse                               | Écosse                                  | V 4 - 0                                 | Match amical                            | Manchester United                       | Titulaire et buteur, remplacé par Michy Batshuayi à la 46e minute de jeu.                                        |
| 77                                      | 11 septembre 2018                       | Laugardalsvöllur, Reykjavik, Islande                        | Islande                                 | V 3 - 0                                 | Ligue des nations 2018-2019             | Manchester United                       | Titulaire et buteur.                                                                                             |
| 78                                      | 12 octobre 2018                         | Stade Roi Baudouin, Bruxelles, Belgique                     | Suisse                                  | V 2 - 1                                 | Ligue des nations 2018-2019             | Manchester United                       | Titulaire et buteur.                                                                                             |
| 79                                      | 16 octobre 2018                         | Stade Roi Baudouin, Bruxelles, Belgique                     | Pays-Bas                                | N 1 - 1                                 | Match amical                            | Manchester United                       | Titulaire, remplacé par Michy Batshuayi à la 46e minute de jeu.                                                  |
| 80                                      | 8 juin 2019                             | Stade Roi Baudouin, Bruxelles, Belgique                     | Kazakhstan                              | V 3 - 0                                 | Éliminatoires de l'Euro 2020            | Manchester United                       | Titulaire et buteur, remplacé par Michy Batshuayi à la 72e minute de jeu.                                        |
| 81                                      | 11 juin 2019                            | Stade Roi Baudouin, Bruxelles, Belgique                     | Écosse                                  | V 3 - 0                                 | Éliminatoires de l'Euro 2020            | Manchester United                       | Titulaire et buteur.                                                                                             |
| 82                                      | 9 septembre 2019                        | Hampden Park, Glasgow, Écosse                               | Écosse                                  | V 4 - 0                                 | Éliminatoires de l'Euro 2020            | Inter Milan                             | Titulaire et buteur.                                                                                             |
| 83                                      | 10 octobre 2019                         | Stade Roi Baudouin, Bruxelles, Belgique                     | Saint-Marin                             | V 9 - 0                                 | Éliminatoires de l'Euro 2020            | Inter Milan                             | Titulaire et buteur, remplacé par Christian Benteke à la 76e minute de jeu.                                      |
| 84                                      | 16 novembre 2019                        | Gazprom Arena, Saint-Pétersbourg, Russie                    | Russie                                  | V 4 - 1                                 | Éliminatoires de l'Euro 2020            | Inter Milan                             | Titulaire et buteur, remplacé par Michy Batshuayi à la 77e minute de jeu.                                        |
| 85                                      | 5 septembre 2020                        | Parken Stadium, Copenhague, Danemark                        | Danemark                                | V 2 - 0                                 | Ligue des nations 2020-2021             | Inter Milan                             | Titulaire. |
| 86                                      | 11 octobre 2020                         | Stade de Wembley, Londres, Angleterre                       | Angleterre                              | D 1 - 2                                 | Ligue des nations 2020-2021             | Inter Milan                             | Titulaire et buteur.                                                                                             |
| 87                                      | 14 octobre 2020                         | Laugardalsvöllur, Reykjavik, Islande                        | Islande                                 | V 2 - 1                                 | Ligue des nations 2020-2021             | Inter Milan                             | Titulaire, capitaine et buteur.                                                                                  |
| 88                                      | 15 novembre 2020                        | Stade Den Dreef, Louvain, Belgique                          | Angleterre                              | V 2 - 0                                 | Ligue des nations 2020-2021             | Inter Milan                             | Titulaire. |
| 89                                      | 18 novembre 2020                        | Stade Den Dreef, Louvain, Belgique                          | Danemark                                | V 4 - 2                                 | Ligue des nations 2020-2021             | Inter Milan                             | Titulaire et buteur.                                                                                             |
| 90                                      | 24 mars 2021                            | Stade Den Dreef, Louvain, Belgique                          | Pays de Galles                          | V 3 - 1                                 | Éliminatoires de la Coupe du monde 2022 | Inter Milan                             | Titulaire et buteur.                                                                                             |
| 91                                      | 27 mars 2021                            | Sinobo Stadium, Prague, Tchéquie                            | Tchéquie                                | N 1 - 1                                 | Éliminatoires de la Coupe du monde 2022 | Inter Milan                             | Titulaire et buteur.                                                                                             |
| 92                                      | 3 juin 2021                             | Stade Roi Baudouin, Bruxelles, Belgique                     | Grèce                                   | N 1 - 1                                 | Match amical                            | Inter Milan                             | Titulaire et capitaine, remplacé par Michy Batshuayi à la 46e minute de jeu.                                     |
| 93                                      | 6 juin 2021                             | Stade Roi Baudouin, Bruxelles, Belgique                     | Croatie                                 | V 1 - 0                                 | Match amical                            | Inter Milan                             | Titulaire et buteur.                                                                                             |
| 94                                      | 12 juin 2021                            | Gazprom Arena, Saint-Pétersbourg, Russie                    | Russie                                  | V 3 - 0                                 | Euro 2020                               | Inter Milan                             | Titulaire et buteur.                                                                                             |
| 95                                      | 17 juin 2021                            | Parken Stadium, Copenhague, Danemark                        | Danemark                                | V 2 - 1                                 | Euro 2020                               | Inter Milan                             | Titulaire. |
| 96                                      | 21 juin 2021                            | Gazprom Arena, Saint-Pétersbourg, Russie                    | Finlande                                | V 2 - 0                                 | Euro 2020                               | Inter Milan                             | Titulaire et buteur, remplacé par Christian Benteke à la 84e minute de jeu.                                      |
| 97                                      | 27 juin 2021                            | Stade La Cartuja, Séville, Espagne                          | Portugal                                | V 1 - 0                                 | Euro 2020                               | Inter Milan                             | Titulaire. |
| 98                                      | 2 juillet 2021                          | Allianz Arena, Munich, Allemagne                            | Italie                                  | D 1 - 2                                 | Euro 2020                               | Inter Milan                             | Titulaire et buteur.                                                                                             |
| 99                                      | 2 septembre 2021                        | A. Le Coq Arena, Tallinn, Estonie                           | Estonie                                 | V 5 - 2                                 | Éliminatoires de la Coupe du monde 2022 | Chelsea FC                              | Titulaire et buteur.                                                                                             |
| 100                                     | 5 septembre 2021                        | Stade Roi Baudouin, Bruxelles, Belgique                     | Tchéquie                                | V 3 - 0                                 | Éliminatoires de la Coupe du monde 2022 | Chelsea FC                              | Titulaire et buteur, remplacé par Michy Batshuayi à la 81e minute de jeu.                                        |
| 101                                     | 7 octobre 2021                          | Juventus Stadium, Turin, Italie                             | France                                  | D 2 - 3                                 | Ligue des nations 2020-2021             | Chelsea FC                              | Titulaire et buteur.                                                                                             |
| 102                                     | 3 juin 2022                             | Stade Roi Baudouin, Bruxelles, Belgique                     | Pays-Bas                                | D 1 - 4                                 | Ligue des nations 2022-2023             | Chelsea FC                              | Titulaire, remplacé par Leandro Trossard à la 27e minute de jeu.                                                 |
| 103                                     | 27 novembre 2022                        | Stade d'Al-Thumama, Doha, Qatar                             | Maroc                                   | D 0 - 2                                 | Coupe du monde 2022                     | Inter Milan                             | Entre en jeu à la place de Thomas Meunier à la 81e minute de jeu.                                                |
| 104                                     | 1er décembre 2022                       | Stade Ahmed-ben-Ali, Al Rayyan, Qatar                       | Croatie                                 | N 0 - 0                                 | Coupe du monde 2022                     | Inter Milan                             | Entre en jeu à la place de Dries Mertens à la 46e minute de jeu.                                                 |
| 105                                     | 24 mars 2023                            | Friends Arena, Solna, Suède                                 | Suède                                   | V 3 - 0                                 | Éliminatoires de l'Euro 2024            | Inter Milan                             | Titulaire et buteur, remplacé par Sebastiaan Bornauw à la 85e minute de jeu.                                     |
| 106                                     | 28 mars 2023                            | RheinEnergieStadion, Cologne, Allemagne                     | Allemagne                               | V 3 - 2                                 | Match amical                            | Inter Milan                             | Titulaire et buteur, remplacé par Charles De Ketelaere à la 68e minute de jeu.                                   |
| 107                                     | 17 juin 2023                            | Stade Roi Baudouin, Bruxelles, Belgique                     | Autriche                                | N 1 - 1                                 | Éliminatoires de l'Euro 2024            | Inter Milan                             | Titulaire, capitaine et buteur.                                                                                  |
| 108                                     | 20 juin 2023                            | A. Le Coq Arena, Tallinn, Estonie                           | Estonie                                 | V 3 - 0                                 | Éliminatoires de l'Euro 2024            | Inter Milan                             | Titulaire, capitaine et buteur, remplacé par Michy Batshuayi à la 69e minute de jeu.                             |
| 109                                     | 9 septembre 2023                        | Dalga Arena, Bakou, Azerbaïdjan                             | Azerbaïdjan                             | V 1 - 0                                 | Éliminatoires de l'Euro 2024            | AS Rome                                 | Titulaire et capitaine, remplacé par Michy Batshuayi à la 66e minute de jeu.                                     |
| 110                                     | 12 septembre 2023                       | Stade Roi Baudouin, Bruxelles, Belgique                     | Estonie                                 | V 5 - 0                                 | Éliminatoires de l'Euro 2024            | AS Rome                                 | Titulaire, capitaine et buteur, remplacé par Loïs Openda à la 59e minute de jeu.                                 |
| 111                                     | 13 octobre 2023                         | Stade Ernst-Happel, Vienne, Autriche                        | Autriche                                | V 3 - 2                                 | Éliminatoires de l'Euro 2024            | AS Rome                                 | Titulaire, capitaine et buteur, écope d'un carton jaune à la 79e minute de jeu.                                  |
| 112                                     | 16 octobre 2023                         | Stade Roi Baudouin, Bruxelles, Belgique                     | Suède                                   | N 1 - 1                                 | Éliminatoires de l'Euro 2024            | AS Rome                                 | Titulaire, capitaine et buteur.                                                                                  |
| 113                                     | 19 novembre 2023                        | Stade Roi Baudouin, Bruxelles, Belgique                     | Azerbaïdjan                             | V 5 - 0                                 | Éliminatoires de l'Euro 2024            | AS Rome                                 | Titulaire, capitaine et buteur, remplacé par Loïs Openda à la 46e minute.                                        |
| 114                                     | 26 mars 2024                            | Stade de Wembley, Londres, Angleterre                       | Angleterre                              | N 2 - 2                                 | Match amical                            | AS Rome                                 | Titulaire et capitaine, remplacé par Michy Batshuayi à la 83e minute de jeu.                                     |
| 115                                     | 8 juin 2024                             | Stade Roi Baudouin, Bruxelles, Belgique                     | Luxembourg                              | V 3 - 0                                 | Match amical                            | AS Rome                                 | Titulaire et buteur.                                                                                             |
| 116                                     | 17 juin 2024                            | Frankfurt Arena, Francfort, Allemagne                       | Slovaquie                               | D 0 - 1                                 | Euro 2024                               | AS Rome                                 | Titulaire. |
| 117                                     | 22 juin 2024                            | Stade de Cologne, Cologne, Allemagne                        | Roumanie                                | V 2 - 0                                 | Euro 2024                               | AS Rome                                 | Titulaire. |
| 118                                     | 26 juin 2024                            | Stuttgart Arena, Stuttgart, Allemagne                       | Ukraine                                 | N 0 - 0                                 | Euro 2024                               | AS Rome                                 | Titulaire, remplacé par Loïs Openda à la 90e minute de jeu.                                                      |
| 119                                     | 1er juillet 2024                        | Düsseldorf Arena, Düsseldorf, Allemagne                     | France                                  | D 0 - 1                                 | Euro 2024                               | AS Rome                                 | Titulaire. |
| 120                                     | 14 novembre 2024                        | Stade Roi Baudouin, Bruxelles, Belgique                     | Italie                                  | D 0 - 1                                 | Ligue des nations 2024-2025             | SSC Napoli                              | Titulaire et capitaine.                                                                                          |
| 121                                     | 20 mars 2025                            | Stade Enrique-Roca de Murcie, Murcie, Espagne               | Ukraine                                 | D 1 - 3                                 | Ligue des nations 2024-2025             | SSC Napoli                              | Titulaire, capitaine et buteur.                                                                                  |
| 122                                     | 23 mars 2025                            | Cegeka Arena, Genk, Belgique                                | Ukraine                                 | V 3 - 0                                 | Ligue des nations 2024-2025             | SSC Napoli                              | Titulaire et buteur.                                                                                             |
| 123                                     | 6 juin 2025                             | Stade national Toše-Proeski, Skopje, Macédoine du Nord      | Macédoine du Nord                       | N 1 - 1                                 | Éliminatoires de la Coupe du monde 2026 | SSC Napoli                              | Titulaire, remplacé par Loïs Openda à la 82e minute de jeu.                                                      |
| 124                                     | 9 juin 2025                             | Stade Roi Baudouin, Bruxelles, Belgique                     | Pays de Galles                          | V 4 - 3                                 | Éliminatoires de la Coupe du monde 2026 | SSC Napoli                              | Titulaire et buteur.                                                                                             |

### Buts internationaux
| Buts internationaux de Romelu Lukaku, | Buts internationaux de Romelu Lukaku, | Buts internationaux de Romelu Lukaku,                | Buts internationaux de Romelu Lukaku, | Buts internationaux de Romelu Lukaku, | Buts internationaux de Romelu Lukaku,   | Buts internationaux de Romelu Lukaku, | Buts internationaux de Romelu Lukaku, | Buts internationaux de Romelu Lukaku, | Buts internationaux de Romelu Lukaku, |
| #                                     | Date                                  | Lieu                                                 | Adversaire                            | Résultat                              | Compétition                             | Détail                                | Détail                                | Détail                                | Cape                                  |
| ------------------------------------- | ------------------------------------- | ---------------------------------------------------- | ------------------------------------- | ------------------------------------- | --------------------------------------- | ------------------------------------- | ------------------------------------- | ------------------------------------- | ------------------------------------- |
| 1                                     | 17 novembre 2010                      | Stade central (en), Voronej, Russie                  | Russie                                | V 2 - 0                               | Match amical                            | 2e                                    | du pied gauche                        | 0-1                                   | 8e                                    |
| 2                                     | 17 novembre 2010                      | Stade central (en), Voronej, Russie                  | Russie                                | V 2 - 0                               | Match amical                            | 72e                                   | du pied gauche                        | 0-2                                   | 8e                                    |
| 3                                     | 15 août 2012                          | Stade Roi Baudouin, Bruxelles, Belgique              | Pays-Bas                              | V 4 - 2                               | Match amical                            | 77e                                   | du pied gauche                        | 3-2                                   | 16e                                   |
| 4                                     | 11 octobre 2013                       | Stade Maksimir, Zagreb, Croatie                      | Croatie                               | V 2 - 1                               | Éliminatoires de la Coupe du monde 2014 | 15e                                   | du pied droit                         | 0-1                                   | 23e                                   |
| 5                                     | 11 octobre 2013                       | Stade Maksimir, Zagreb, Croatie                      | Croatie                               | V 2 - 1                               | Éliminatoires de la Coupe du monde 2014 | 38e                                   | du pied droit                         | 0-2                                   | 23e                                   |
| 6                                     | 26 mai 2014                           | Cristal Arena, Genk, Belgique                        | Luxembourg                            | V 5 - 1                               | Match amical                            | 3e                                    | du pied gauche                        | 1-0                                   | 28e                                   |
| 7                                     | 26 mai 2014                           | Cristal Arena, Genk, Belgique                        | Luxembourg                            | V 5 - 1                               | Match amical                            | 23e                                   | du pied droit                         | 2-1                                   | 28e                                   |
| 8                                     | 26 mai 2014                           | Cristal Arena, Genk, Belgique                        | Luxembourg                            | V 5 - 1                               | Match amical                            | 54e                                   | du pied gauche                        | 3-1                                   | 28e                                   |
| 9                                     | 1er juin 2014                         | Friends Arena, Solna, Suède                          | Suède                                 | V 2 - 0                               | Match amical                            | 34e                                   | du pied gauche                        | 0-1                                   | 29e                                   |
| 10                                    | 1er juillet 2014                      | Itaipava Arena Fonte Nova, Salvador de Bahia, Brésil | États-Unis                            | V 2 - 1 a.p.                          | Coupe du monde 2014                     | 105e                                  | du pied gauche                        | 2-0                                   | 33e                                   |
| 11                                    | 12 novembre 2014                      | Stade Roi Baudouin, Bruxelles, Belgique              | Islande                               | V 3 - 1                               | Match amical                            | 73e                                   | du pied gauche                        | 3-1                                   | 37e                                   |
| 12                                    | 29 mars 2016                          | Stade Dr. Magalhães Pessoa, Leiria, Portugal         | Portugal                              | D 1 - 2                               | Match amical                            | 62e                                   | de la tête                            | 2-1                                   | 43e                                   |
| 13                                    | 28 mai 2016                           | Stade de Genève, Carouge, Suisse                     | Suisse                                | V 2 - 1                               | Match amical                            | 34e                                   | du pied gauche                        | 1-1                                   | 44e                                   |
| 14                                    | 1er juin 2016                         | Stade Roi Baudouin, Bruxelles, Belgique              | Finlande                              | N 1 - 1                               | Match amical                            | 89e                                   | de la poitrine                        | 1-1                                   | 45e                                   |
| 15                                    | 5 juin 2016                           | Stade Roi Baudouin, Bruxelles, Belgique              | Norvège                               | V 3 - 2                               | Match amical                            | 3e                                    | du pied gauche                        | 1-0                                   | 46e                                   |
| 16                                    | 18 juin 2016                          | Matmut Atlantique, Bordeaux, France                  | République d'Irlande                  | V 3 - 0                               | Euro 2016                               | 48e                                   | du pied gauche                        | 1-0                                   | 48e                                   |
| 17                                    | 18 juin 2016                          | Matmut Atlantique, Bordeaux, France                  | République d'Irlande                  | V 3 - 0                               | Euro 2016                               | 70e                                   | du pied gauche                        | 3-0                                   | 48e                                   |
| 18                                    | 6 septembre 2016                      | Stade GSP, Nicosie, Chypre                           | Chypre                                | V 3 - 0                               | Éliminatoires de la Coupe du monde 2018 | 13e                                   | de la tête                            | 0-1                                   | 53e                                   |
| 19                                    | 6 septembre 2016                      | Stade GSP, Nicosie, Chypre                           | Chypre                                | V 3 - 0                               | Éliminatoires de la Coupe du monde 2018 | 61e                                   | de la tête                            | 0-2                                   | 53e                                   |
| 20                                    | 7 octobre 2016                        | Stade Roi Baudouin, Bruxelles, Belgique              | Bosnie-Herzégovine                    | V 4 - 0                               | Éliminatoires de la Coupe du monde 2018 | 79e                                   | du pied droit                         | 4-0                                   | 54e                                   |
| 21                                    | 13 novembre 2016                      | Stade Roi Baudouin, Bruxelles, Belgique              | Estonie                               | V 8 - 1                               | Éliminatoires de la Coupe du monde 2018 | 83e                                   | du pied gauche                        | 7-1                                   | 56e                                   |
| 22                                    | 13 novembre 2016                      | Stade Roi Baudouin, Bruxelles, Belgique              | Estonie                               | V 8 - 1                               | Éliminatoires de la Coupe du monde 2018 | 88e                                   | du pied droit                         | 8-1                                   | 56e                                   |
| 23                                    | 25 mars 2017                          | Stade Roi Baudouin, Bruxelles, Belgique              | Grèce                                 | N 1 - 1                               | Éliminatoires de la Coupe du monde 2018 | 89e                                   | du pied gauche                        | 1-1                                   | 57e                                   |
| 24                                    | 31 août 2017                          | Stade Maurice-Dufrasne, Liège, Belgique              | Gibraltar                             | V 9 - 0                               | Éliminatoires de la Coupe du monde 2018 | 21e                                   | de la tête                            | 3-0                                   | 61e                                   |
| 25                                    | 31 août 2017                          | Stade Maurice-Dufrasne, Liège, Belgique              | Gibraltar                             | V 9 - 0                               | Éliminatoires de la Coupe du monde 2018 | 38e                                   | du pied gauche                        | 5-0                                   | 61e                                   |
| 26                                    | 31 août 2017                          | Stade Maurice-Dufrasne, Liège, Belgique              | Gibraltar                             | V 9 - 0                               | Éliminatoires de la Coupe du monde 2018 | 84e (pen.)                            | du pied gauche                        | 9-0                                   | 61e                                   |
| 27                                    | 3 septembre 2017                      | Stade Karaïskakis, Le Pirée, Grèce                   | Grèce                                 | V 2 - 1                               | Éliminatoires de la Coupe du monde 2018 | 74e                                   | de la tête                            | 1-2                                   | 62e                                   |
| 28                                    | 10 octobre 2017                       | Stade Roi Baudouin, Bruxelles, Belgique              | Chypre                                | V 4 - 0                               | Éliminatoires de la Coupe du monde 2018 | 78e                                   | du pied droit                         | 4-0                                   | 63e                                   |
| 29                                    | 10 novembre 2017                      | Stade Roi Baudouin, Bruxelles, Belgique              | Mexique                               | N 3 - 3                               | Match amical                            | 55e                                   | de la cuisse droite                   | 2-1                                   | 64e                                   |
| 30                                    | 10 novembre 2017                      | Stade Roi Baudouin, Bruxelles, Belgique              | Mexique                               | N 3 - 3                               | Match amical                            | 70e                                   | du pied gauche                        | 3-3                                   | 64e                                   |
| 31                                    | 14 novembre 2017                      | Stade Jan-Breydel, Bruges, Belgique                  | Japon                                 | V 1 - 0                               | Match amical                            | 78e                                   | de la tête                            | 1-0                                   | 65e                                   |
| 32                                    | 27 mars 2018                          | Stade Roi Baudouin, Bruxelles, Belgique              | Arabie saoudite                       | V 4 - 0                               | Match amical                            | 13e                                   | du pied gauche                        | 1-0                                   | 66e                                   |
| 33                                    | 27 mars 2018                          | Stade Roi Baudouin, Bruxelles, Belgique              | Arabie saoudite                       | V 4 - 0                               | Match amical                            | 39e                                   | du pied gauche                        | 2-0                                   | 66e                                   |
| 34                                    | 6 juin 2018                           | Stade Roi Baudouin, Bruxelles, Belgique              | Égypte                                | V 3 - 0                               | Match amical                            | 27e                                   | du pied droit                         | 1-0                                   | 68e                                   |
| 35                                    | 11 juin 2018                          | Stade Roi Baudouin, Bruxelles, Belgique              | Costa Rica                            | V 4 - 1                               | Match amical                            | 42e                                   | du pied droit                         | 2-1                                   | 69e                                   |
| 36                                    | 11 juin 2018                          | Stade Roi Baudouin, Bruxelles, Belgique              | Costa Rica                            | V 4 - 1                               | Match amical                            | 51e                                   | de la tête                            | 3-1                                   | 69e                                   |
| 37                                    | 18 juin 2018                          | Stade olympique Ficht, Sotchi, Russie                | Panama                                | V 3 - 0                               | Coupe du monde 2018                     | 69e                                   | de la tête                            | 2-0                                   | 70e                                   |
| 38                                    | 18 juin 2018                          | Stade olympique Ficht, Sotchi, Russie                | Panama                                | V 3 - 0                               | Coupe du monde 2018                     | 75e                                   | du pied gauche                        | 3-0                                   | 70e                                   |
| 39                                    | 23 juin 2018                          | Otkrytie Arena, Moscou, Russie                       | Tunisie                               | V 5 - 2                               | Coupe du monde 2018                     | 16e                                   | du pied gauche                        | 2-0                                   | 71e                                   |
| 40                                    | 23 juin 2018                          | Otkrytie Arena, Moscou, Russie                       | Tunisie                               | V 5 - 2                               | Coupe du monde 2018                     | 45+3e                                 | du pied droit                         | 3-1                                   | 71e                                   |
| 41                                    | 7 septembre 2018                      | Hampden Park, Glasgow, Écosse                        | Écosse                                | V 4 - 0                               | Match amical                            | 28e                                   | du pied droit                         | 0-1                                   | 76e                                   |
| 42                                    | 11 septembre 2018                     | Laugardalsvöllur, Reykjavik, Islande                 | Islande                               | V 3 - 0                               | Ligue des nations 2018-2019             | 31e                                   | du pied droit                         | 0-2                                   | 77e                                   |
| 43                                    | 11 septembre 2018                     | Laugardalsvöllur, Reykjavik, Islande                 | Islande                               | V 3 - 0                               | Ligue des nations 2018-2019             | 81e                                   | du pied gauche                        | 0-3                                   | 77e                                   |
| 44                                    | 12 octobre 2018                       | Stade Roi Baudouin, Bruxelles, Belgique              | Suisse                                | V 2 - 1                               | Ligue des nations 2018-2019             | 58e                                   | du pied gauche                        | 1-0                                   | 78e                                   |
| 45                                    | 12 octobre 2018                       | Stade Roi Baudouin, Bruxelles, Belgique              | Suisse                                | V 2 - 1                               | Ligue des nations 2018-2019             | 84e                                   | du pied gauche                        | 2-1                                   | 78e                                   |
| 46                                    | 8 juin 2019                           | Stade Roi Baudouin, Bruxelles, Belgique              | Kazakhstan                            | V 3 - 0                               | Éliminatoires de l'Euro 2020            | 50e                                   | du pied droit                         | 3-0                                   | 80e                                   |
| 47                                    | 11 juin 2019                          | Stade Roi Baudouin, Bruxelles, Belgique              | Écosse                                | V 3 - 0                               | Éliminatoires de l'Euro 2020            | 45+1e                                 | de la tête                            | 1-0                                   | 81e                                   |
| 48                                    | 11 juin 2019                          | Stade Roi Baudouin, Bruxelles, Belgique              | Écosse                                | V 3 - 0                               | Éliminatoires de l'Euro 2020            | 57e                                   | du pied gauche                        | 2-0                                   | 81e                                   |
| 49                                    | 9 septembre 2019                      | Hampden Park, Glasgow, Écosse                        | Écosse                                | V 4 - 0                               | Éliminatoires de l'Euro 2020            | 9e                                    | du pied gauche                        | 0-1                                   | 82e                                   |
| 50                                    | 10 octobre 2019                       | Stade Roi Baudouin, Bruxelles, Belgique              | Saint-Marin                           | V 9 - 0                               | Éliminatoires de l'Euro 2020            | 28e                                   | du pied droit                         | 1-0                                   | 83e                                   |
| 51                                    | 10 octobre 2019                       | Stade Roi Baudouin, Bruxelles, Belgique              | Saint-Marin                           | V 9 - 0                               | Éliminatoires de l'Euro 2020            | 41e                                   | du pied droit                         | 4-0                                   | 83e                                   |
| 52                                    | 16 novembre 2019                      | Gazprom Arena, Saint-Pétersbourg, Russie             | Russie                                | V 4 - 1                               | Éliminatoires de l'Euro 2020            | 72e                                   | du pied gauche                        | 0-4                                   | 84e                                   |
| 53                                    | 11 octobre 2020                       | Stade de Wembley, Londres, Angleterre                | Angleterre                            | D 1 - 2                               | Ligue des nations 2020-2021             | 16e (pen.)                            | du pied gauche                        | 1-0                                   | 86e                                   |
| 54                                    | 14 octobre 2020                       | Laugardalsvöllur, Reykjavik, Islande                 | Islande                               | V 2 - 1                               | Ligue des nations 2020-2021             | 9e                                    | du pied gauche                        | 0-1                                   | 87e                                   |
| 55                                    | 14 octobre 2020                       | Laugardalsvöllur, Reykjavik, Islande                 | Islande                               | V 2 - 1                               | Ligue des nations 2020-2021             | 38e (pen.)                            | du pied gauche                        | 1-2                                   | 87e                                   |
| 56                                    | 18 novembre 2020                      | Stade Den Dreef, Louvain, Belgique                   | Danemark                              | V 4 - 2                               | Ligue des nations 2020-2021             | 56e                                   | du pied droit                         | 2-1                                   | 89e                                   |
| 57                                    | 18 novembre 2020                      | Stade Den Dreef, Louvain, Belgique                   | Danemark                              | V 4 - 2                               | Ligue des nations 2020-2021             | 69e                                   | de la tête                            | 3-1                                   | 89e                                   |
| 58                                    | 24 mars 2021                          | Stade Den Dreef, Louvain, Belgique                   | Pays de Galles                        | V 3 - 1                               | Éliminatoires de la Coupe du monde 2022 | 73e (pen.)                            | du pied gauche                        | 3-1                                   | 90e                                   |
| 59                                    | 27 mars 2021                          | Sinobo Stadium, Prague, Tchéquie                     | Tchéquie                              | N 1 - 1                               | Éliminatoires de la Coupe du monde 2022 | 60e                                   | du pied gauche                        | 1-1                                   | 91e                                   |
| 60                                    | 6 juin 2021                           | Stade Roi Baudouin, Bruxelles, Belgique              | Croatie                               | V 1 - 0                               | Match amical                            | 38e                                   | du pied droit                         | 1-0                                   | 93e                                   |
| 61                                    | 12 juin 2021                          | Gazprom Arena, Saint-Pétersbourg, Russie             | Russie                                | V 3 - 0                               | Euro 2020                               | 10e                                   | du pied gauche                        | 1-0                                   | 94e                                   |
| 62                                    | 12 juin 2021                          | Gazprom Arena, Saint-Pétersbourg, Russie             | Russie                                | V 3 - 0                               | Euro 2020                               | 88e                                   | du pied droit                         | 3-0                                   | 94e                                   |
| 63                                    | 21 juin 2021                          | Gazprom Arena, Saint-Pétersbourg, Russie             | Finlande                              | V 2 - 0                               | Euro 2020                               | 81e                                   | du pied droit                         | 0-2                                   | 96e                                   |
| 64                                    | 2 juillet 2021                        | Allianz Arena, Munich, Allemagne                     | Italie                                | D 1 - 2                               | Euro 2020                               | 45+2e (pen.)                          | du pied gauche                        | 1-2                                   | 98e                                   |
| 65                                    | 2 septembre 2021                      | A. Le Coq Arena, Tallinn, Estonie                    | Estonie                               | V 5 - 2                               | Éliminatoires de la Coupe du monde 2022 | 29e                                   | du pied gauche                        | 1-2                                   | 99e                                   |
| 66                                    | 2 septembre 2021                      | A. Le Coq Arena, Tallinn, Estonie                    | Estonie                               | V 5 - 2                               | Éliminatoires de la Coupe du monde 2022 | 52e                                   | du pied droit                         | 1-3                                   | 99e                                   |
| 67                                    | 5 septembre 2021                      | Stade Roi Baudouin, Bruxelles, Belgique              | Tchéquie                              | V 3 - 0                               | Éliminatoires de la Coupe du monde 2022 | 8e                                    | du pied gauche                        | 1-0                                   | 100e                                  |
| 68                                    | 7 octobre 2021                        | Juventus Stadium, Turin, Italie                      | France                                | D 2 - 3                               | Ligue des nations 2020-2021             | 40e                                   | du pied droit                         | 2-0                                   | 101e                                  |
| 69                                    | 24 mars 2023                          | Friends Arena, Solna, Suède                          | Suède                                 | V 3 - 0                               | Éliminatoires de l'Euro 2024            | 35e                                   | de la tête                            | 0-1                                   | 105e                                  |
| 70                                    | 24 mars 2023                          | Friends Arena, Solna, Suède                          | Suède                                 | V 3 - 0                               | Éliminatoires de l'Euro 2024            | 49e                                   | du pied gauche                        | 0-2                                   | 105e                                  |
| 71                                    | 24 mars 2023                          | Friends Arena, Solna, Suède                          | Suède                                 | V 3 - 0                               | Éliminatoires de l'Euro 2024            | 83e                                   | du pied gauche                        | 0-3                                   | 105e                                  |
| 72                                    | 28 mars 2023                          | RheinEnergieStadion, Cologne, Allemagne              | Allemagne                             | V 3 - 2                               | Match amical                            | 9e                                    | du pied gauche                        | 0-2                                   | 106e                                  |
| 73                                    | 17 juin 2023                          | Stade Roi Baudouin, Bruxelles, Belgique              | Autriche                              | N 1 - 1                               | Éliminatoires de l'Euro 2024            | 62e                                   | du pied gauche                        | 1-1                                   | 107e                                  |
| 74                                    | 20 juin 2023                          | A. Le Coq Arena, Tallinn, Estonie                    | Estonie                               | V 3 - 0                               | Éliminatoires de l'Euro 2024            | 37e                                   | du pied gauche                        | 0-1                                   | 108e                                  |
| 75                                    | 20 juin 2023                          | A. Le Coq Arena, Tallinn, Estonie                    | Estonie                               | V 3 - 0                               | Éliminatoires de l'Euro 2024            | 40e                                   | du pied gauche                        | 0-2                                   | 108e                                  |
| 76                                    | 12 septembre 2023                     | Stade Roi Baudouin, Bruxelles, Belgique              | Estonie                               | V 5 - 0                               | Éliminatoires de l'Euro 2024            | 56e                                   | du pied droit                         | 3-0                                   | 110e                                  |
| 77                                    | 12 septembre 2023                     | Stade Roi Baudouin, Bruxelles, Belgique              | Estonie                               | V 5 - 0                               | Éliminatoires de l'Euro 2024            | 58e                                   | du pied droit                         | 4-0                                   | 110e                                  |
| 78                                    | 13 octobre 2023                       | Stade Ernst-Happel, Vienne, Autriche                 | Autriche                              | V 3 - 2                               | Éliminatoires de l'Euro 2024            | 58e                                   | du pied gauche                        | 0-3                                   | 111e                                  |
| 79                                    | 16 octobre 2023                       | Stade Roi Baudouin, Bruxelles, Belgique              | Suède                                 | N 1 - 1                               | Éliminatoires de l'Euro 2024            | 31e (pen.)                            | du pied gauche                        | 1-0                                   | 112e                                  |
| 80                                    | 19 novembre 2023                      | Stade Roi Baudouin, Bruxelles, Belgique              | Azerbaïdjan                           | V 5 - 0                               | Éliminatoires de l'Euro 2024            | 17e                                   | de la tête                            | 1-0                                   | 113e                                  |
| 81                                    | 19 novembre 2023                      | Stade Roi Baudouin, Bruxelles, Belgique              | Azerbaïdjan                           | V 5 - 0                               | Éliminatoires de l'Euro 2024            | 26e                                   | du pied droit                         | 2-0                                   | 113e                                  |
| 82                                    | 19 novembre 2023                      | Stade Roi Baudouin, Bruxelles, Belgique              | Azerbaïdjan                           | V 5 - 0                               | Éliminatoires de l'Euro 2024            | 30e                                   | de la tête                            | 3-0                                   | 113e                                  |
| 83                                    | 19 novembre 2023                      | Stade Roi Baudouin, Bruxelles, Belgique              | Azerbaïdjan                           | V 5 - 0                               | Éliminatoires de l'Euro 2024            | 37e                                   | du pied droit                         | 4-0                                   | 113e                                  |
| 84                                    | 19 novembre 2023                      | Stade Roi Baudouin, Bruxelles, Belgique              | Luxembourg                            | V 3 - 0                               | Match amical                            | 42e (pen.)                            | du pied gauche                        | 1-0                                   | 115e                                  |
| 85                                    | 19 novembre 2023                      | Stade Roi Baudouin, Bruxelles, Belgique              | Luxembourg                            | V 3 - 0                               | Match amical                            | 57e                                   | du pied gauche                        | 2-0                                   | 115e                                  |
| 86                                    | 20 mars 2025                          | Stade Enrique-Roca de Murcie, Murcie, Espagne        | Ukraine                               | D 3 - 1                               | Ligue des nations 2024-2025             | 40e                                   | de la tête                            | 0-1                                   | 121e                                  |
| 87                                    | 23 mars 2025                          | Cegeka Arena, Genk, Belgique                         | Ukraine                               | V 3 - 0                               | Ligue des nations 2024-2025             | 75e                                   | du pied gauche                        | 2-0                                   | 122e                                  |
| 88                                    | 23 mars 2025                          | Cegeka Arena, Genk, Belgique                         | Ukraine                               | V 3 - 0                               | Ligue des nations 2024-2025             | 86e                                   | du pied droit                         | 3-0                                   | 122e                                  |
| 89                                    | 9 juin 2025                           | Stade Roi Baudouin, Bruxelles, Belgique              | Pays de Galles                        | V 4 - 3                               | Éliminatoires de la Coupe du monde 2026 | 15e (pen.)                            | du pied gauche                        | 1-0                                   | 124e                                  |

## Palmarès

### En club
|  |  | RSC Anderlecht - Championnat de Belgique (1) : - Champion : 2010. |  | Chelsea FC - Coupe d'Angleterre (1) : - Vainqueur : 2012. - Supercoupe de l'UEFA : - Finaliste : 2013. - Coupe du Monde des clubs (1) : - Vainqueur : 2021. |  | Manchester United - Coupe d'Angleterre : - Finaliste : 2018. - Supercoupe de l'UEFA - Finaliste : 2017. |  | Inter Milan - Championnat d'Italie (1) : - Champion : 2021. - Vice-champion : 2020. - Coupe d'Italie (1) : - Vainqueur : 2023. - Supercoupe d'Italie (1) : - Vainqueur : 2022. - Ligue des champions de l'UEFA : - Finaliste : 2023. - Ligue Europa : - Finaliste : 2020. |  | SSC Naples - Championnat d'Italie (1) : - Champion : 2025. |

### En sélections nationales
|  |  | Belgique - Coupe du monde : - Troisième : 2018. - Ligue des nations : - Quatrième : 2021. |

### Distinctions personnelles
- Recordman du nombre de buts inscrits avec la sélection belge.
- Meilleur buteur de la sélection belge en Championnat d'Europe de football (6 buts).
- Co-meilleur buteur avec Marc Wilmots de la sélection belge en Coupe du monde de football (5 buts).
- Espoir belge de l'année en 2009.
- Meilleur buteur du championnat de Belgique en 2010 (15 buts).
- Espoir masculin de la Communauté française en 2010.
- Soulier d'ébène belge en 2011.
- Co-meilleur buteur de la Ligue Europa en 2015 (8 buts).
- Meilleur buteur d'Everton en Coupe d'Europe (8 buts).
- Joueur du mois de Premier League en mars 2017.
- Membre de l'équipe-type de Premier League en 2017.
- Joueur de la saison de la Ligue Europa en 2020.
- Meilleur buteur dans les compétitions UEFA en 2020[90].
- Meilleur belge à l'étranger en 2020[91].
- Meilleur joueur de l'année de Serie A en 2021.
- Membre de l’équipe type de l’Euro 2020.
- Membre de la "125 Years Icons Team", la meilleure équipe de tous les temps de l'histoire du football belge.